# Luísa Maria de Orleães
Luísa Maria Teresa Carlota Isabel de Orleães (em francês: Louise Marie Thérèse Charlotte Isabelle d'Orléans; Palermo, 3 de abril de 1812 – Oostende, 11 de outubro de 1850) foi a segunda esposa do rei Leopoldo I e Rainha Consorte dos Belgas de 1832 até sua morte. Era a filha do rei Luís Filipe I de França e de sua esposa Maria Amélia das Duas Sicílias.

## Biografia

### Família

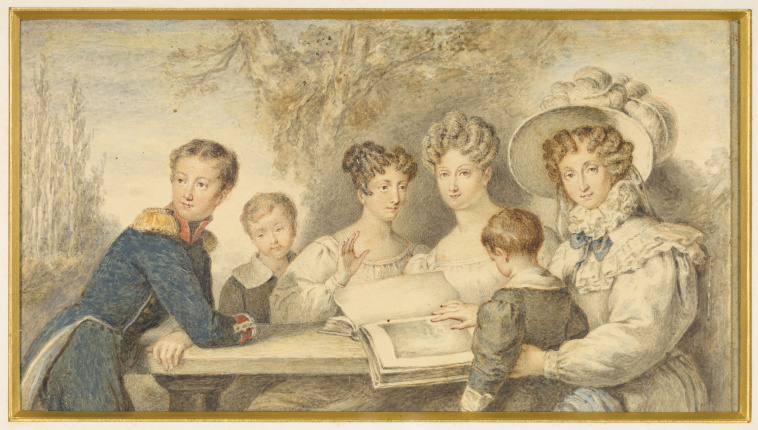
Luísa (quarta à esquerda) e a família Orleães por volta de 1825.

Luísa de Orleães, nascida princesa de sangue real da França, era a segunda filha, a primeira menina, de Luís Filipe de Orleães  (1773-1850), duque de Orleães (futuro rei dos franceses sob o nome de Luís Filipe I em 1830), então um emigrado na Sicília, e de sua esposa, a princesa Maria Amélia das Duas Sicílias (1782-1866).
Atráves de seu pai, Luísa era neta de Filipe de Orleães (1747-1793), conhecido como "Filipe Igualdade" (Philippe Égalité), que votou pela morte de Luís XVI, e da muito rica Maria Adelaide de Bourbon, de um ramo legitimado da família real francesa.. A mãe de Luísa, Maria Amélia, era de posição superior à do pai, sendo filha do rei Fernando I das Duas Sicílias e da arquiduquesa Maria Carolina da Áustria, irmã de Maria Antonieta.
O historiador Olivier Defrance escreve que o casamento entre Luís Filipe e Maria Amélia, celebrado em Palermo em 25 de novembro de 1809, não é fruto de um "amor à primeira vista", mas é celebrado com alegria. Mia Kerckvoorde confirma que a harmonia do casal persiste durante todo o casamento, que dura pouco mais de quarenta anos.
Em 1814, os pais de Luísa receberam oficialmente do rei Luís XVIII os apanágios ligados ao título de "Duque de Orleães". Luísa tinha um irmão mais velho, Fernando, duque de Chartres, mais tarde duque de Orleães (1810-1842), e oito irmãos e irmãs mais novos: Maria (1813-1839), Luís, duque de Némours (1814-1896), Francisca (1816-1818), Clementina (1817-1907), Francisco, príncipe de Joinville (1818-1900), Carlos, duque de Penthièvre (1820-1828), Henrique, duque de Aumale (1822-1897) e Antônio, duque de Montpensier (1824-1890).

### Primeiros anos

#### Entre Palermo, Twickenham e Paris

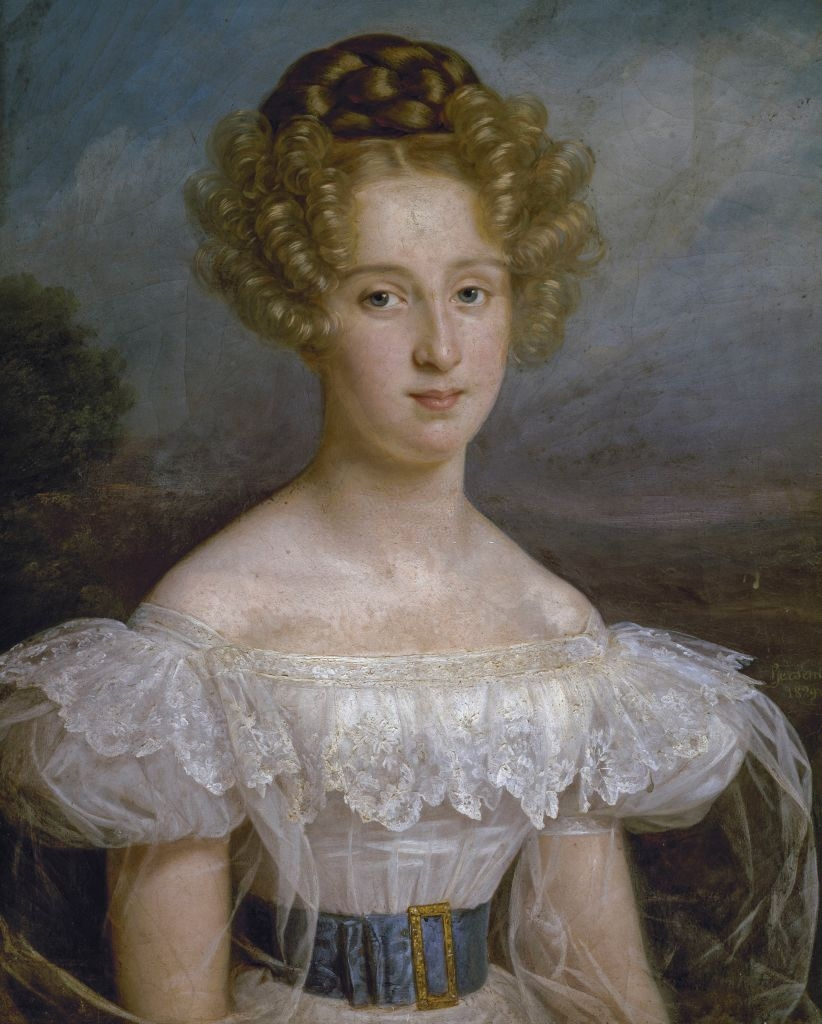
Luísa de Orleães, Mademoiselle de Chartres em 1829.

Luísa nasceu em Palermo, em 3 de abril de 1812 às 11h. Ela foi batizada no dia seguinte na Capela Palatina de Palermo ; Seu padrinho e madrinha, ausentes da cerimônia, são o rei Luís XVIII e a filha do rei Luís XVI, Maria Teresa Carlota, duquesa de Angoulême. Ela foi mantida na pia batismal por seu tio materno, Francisco, duque de Calábria e sua esposa Maria Isabel da Espanha, na presença de sua avó materna, a rainha Maria Carolina, seu tio materno, Leopoldo, príncipe de Salerno, e sua tia paterna, Adelaide de Orleães.
Louise e sua família se estabeleceram na França em julho de 1814 no Palácio Real, o qual a rainha Maria Amélia achava triste e chamava de "casauba" (Kasbah - cidadelas do Norte de África), antes de ter que fugir novamente devido ao retorno de Napoleão (Governo dos Cem Dias). Em março de 1815, os Orleães partiram para se estabelecer na Inglaterra, em Twickenham, na Orleans House, às margens do rio Tâmisa. Após a Batalha de Waterloo e a posterior queda do Império em julho de 1815, o pai de Luísa, no entanto, decidiu não retornar à França imediatamente. Durante esse exílio voluntário, o duque esperou que a situação política se desenvolvesse de forma favorável e sustentável antes de retornar definitivamente à França. Em abril de 1817, Luís Filipe retorna à França e depois, em 15 de agosto, sua família se junta a ele, primeiro no Palácio Real e, logo depois, no Castelo de Neuilly.

#### Educação
Assim como seus irmãos e irmãs, Luísa recebeu uma educação rigorosa, mas liberal, calculada em seus princípios e nas menores modalidades por seu pai. As crianças de Orleães cresceram cercadas de caloroso afeto. Na família, dirigimo-nos uns aos outros de forma informal, sinal de uma intimidade real, pouco comum na época. Os Orleães viviam numa intimidade muitas vezes percebida como "burguesa", principalmente pela aristocracia legitimista que ficava surpresa com suas demonstrações de afeto mútuo. Todo a família possuía um apelido, sendo Bobonne o de Luísa. Embora as crianças passassem muito tempo juntas, a diferença de idade levou à formação de grupos: os quatro mais velhos (Fernando, Luísa, Maria e Luísa) formaram um primeiro círculo. A proximidade com os pais se manifesta durante pequenas festas de comemoração de aniversários e festas patronais. As crianças são por vezes convidadas a atuar num pequeno palco de teatro improvisado no Castelo de Neuilly ou no Castelo d'Eu, para ilustrar provérbios ou máximas de natureza moral.

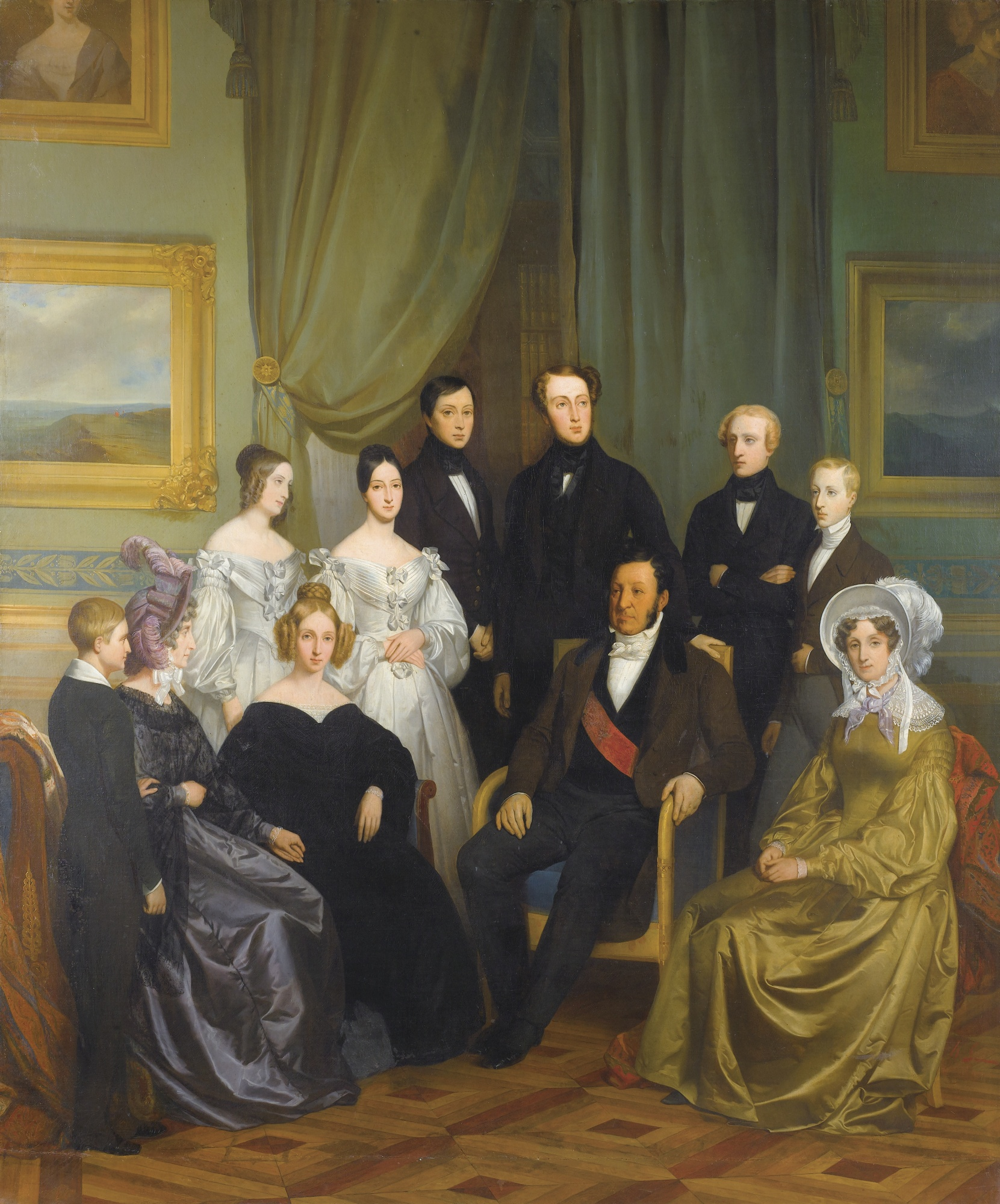
Luísa (segunda princesa sentada à esquerda) e sua família por volta de 1830.

Maria Amélia encontrava grande satisfação em estar com os seus filhos: eles brincavam livremente, enquanto a mãe permanecia constantemente próxima a eles. É na companhia dos seus filhos que ela caminha, monta a cavalo ou toma banho no mar. No entanto, Maria Amélia e seus filhos tinham que lidar com Madame Adelaide, irmã de Luís Filipe e sua verdadeira musa. O pai de Luísa geralmente começava o dia consultando a irmã sobre todos os assuntos. Maria Amélia aceitou generosamente a presença dessa "rival" e as crianças se apegaram a ela, embora às vezes temiam sua interferência e indiscrição. Luísa uma vez escreveu: "Não conte a ninguém sobre isso, especialmente à "minha tia"...!"
No sistema educacional inspirado naquele do qual se beneficiou com Madame de Genlis, Luís Filipe impôs um programa escolar que ocupava seus filhos a todo momento: história, geografia e línguas estrangeiras. O duque, que já havia sido professor durante seu exílio na Suíça, reservou aulas de história para si mesmo e insistiu em suas memórias ligadas à Revolução Francesa. Seu objetivo era preparar príncipes para enfrentar um mundo em mudança. Essa visão liberal levou-o a matricular seus filhos no Liceu Henrique IV, enquanto o rei Luís XVIII estava relutante. Embora não tenham seguido diretamente a educação pública ministrada aos seus irmãos, as princesas Luísa, Maria e Clementina beneficiaram da experiência que os seus irmãos adquiriram através do contato com a sociedade exterior ao palácio.
Pouco piedoso, Luís Filipe deixou a responsabilidade da educação religiosa para Maria Amélia. Esta última assiste por vezes às aulas e recebe um relatório semanal de várias páginas dos vários tutores. Auxiliada pelo seu capelão, o Padre Guillon, Maria Amélia lamenta, no entanto, que ele não seja um catequista de primeira qualidade, capaz de incutir a religião nos seus filhos, como ela própria fora instruída. Ela recorreu gradualmente a Félix Dupanloup , então vigário da Igreja de la Madeleine, que havia adquirido uma sólida reputação como pedagogo, para instruir religiosamente seus filhos. Luísa aprendeu três línguas estrangeiras: inglês, alemão e italiano.

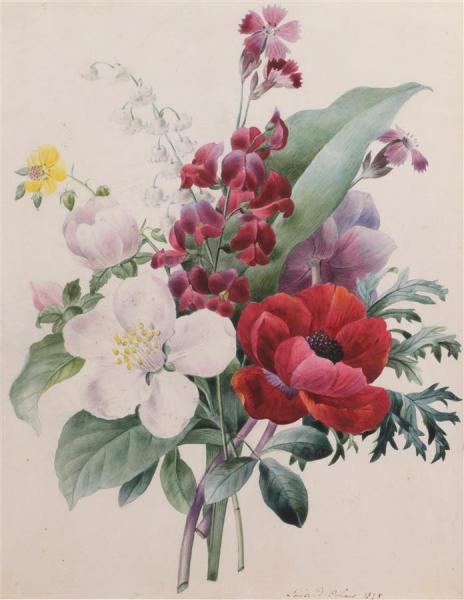
Buquê de Flores, aquarela pintada por Luísa em 1828.

Michelet ensinou história a Luísa e Redouté lhe ensinou a arte de pintar flores e paisagens. Sem ser tão talentosa quanto sua irmã Maria, uma talentosa escultora, Luísa deixou alguns desenhos que foram apreciados por seus professores Horace Vernet, Ary Scheffer e Paul Delaroche. Por outro lado, Luísa, que foi introduzida à música pelo compositor Daniel Auber e pelo pianista Friedrich Kalkbrenner, não gostava muito de música, exceto por algumas árias militares e valsas de Strauss. Ela também não valoriza as ciências exatas. Os salões das residências reais que Luísa frequentava recebiam muitos visitantes ilustres, como os homens de letras Benjamin Constant, Casimir Delavigne, François-Auguste Mignet e o filósofo Victor Cousin.
Os exercícios físicos e desportivos não eram ignorados: Luísa destaca-se na equitação e monta ousadamente de lado. Ela também teve a oportunidade de fazer algumas viagens, com fins educacionais, durante as quais manteve um diário. Em julho de 1826, ela ficou com seus pais, sua irmã Maria e seu irmão Fernando, perto do Monte Branco e visitou o Castelo de Coppet, onde Madame de Staël residiu. Depois de visitar um glaciar e admirar um panorama tridimensional da Suíça, Luís Filipe e sua família passaram uma noite em uma modesta pousada no cantão de Genebra, em Carouge.

### Casamento
No final de julho de 1830, uma nova revolução (Revolução de Julho) eclodiu na França, expulsando o rei Carlos X do país. Um novo regime foi estabelecido na forma de uma monarquia constitucional e o pai de Luísa foi proclamado o novo soberano. Em 9 de agosto, ele jurou à Constituição e assumiu o título de "Rei dos Franceses" para se distinguir de seus antecessores. Luísa viu seu estatuto ser elevado; ela tornou-se a filha mais velha de um rei.

#### Um pretendente paciente

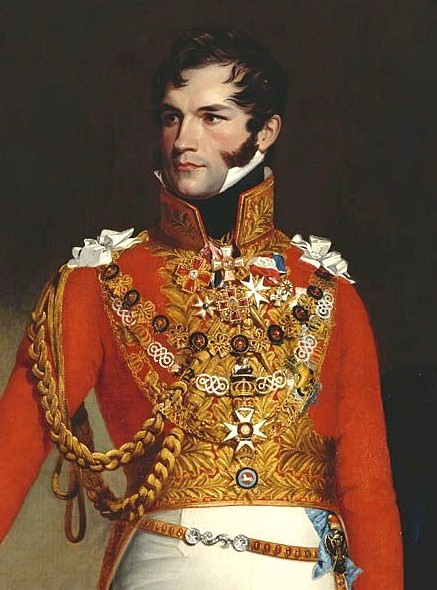
Leopoldo I, rei dos Belgas, por George Dawe.

Na Bélgica, o Congresso Nacional proclama a independência, em 4 de outubro de 1830, após a Revolução Belga contra os Países Baixos. A independência da Bélgica é reconhecida internacionalmente em 20 de dezembro de 1830. Em 3 de fevereiro de 1831, o Congresso elegeu pela primeira vez Luís de Orleães, duque de Némours, segundo filho de Luís Filipe  I, como "Rei dos Belgas". A Grã-Bretanha se opôs a um príncipe francês governando em Bruxelas, e Luís Filipe recusou o título em nome do filho por medo de desencadear uma guerra europeia na qual a França ficaria isolada. O Congresso Nacional Belga, após ter tomado nota da autorização da França e da Grã-Bretanha, propõe a um príncipe alemão, Leopoldo de Saxe-Coburgo-Gota, que se torne o novo rei. Este último aceita, faz o juramento em 21 de julho de 1831 e torna-se o primeiro rei dos belgas sob o nome de "Leopoldo I".
O novo soberano, viúvo desde 1817 de Carlota de Gales e sem filhos, pretende se casar novamente para fundar uma dinastia. Como a independência da Bélgica ainda frágil, a escolha da primeira rainha dos belgas deve ser criteriosa. Leopoldo de Saxe-Coburgo já pensava, em janeiro de 1830, quando estava prestes a aceitar o trono da Grécia, em se casar com uma princesa francesa. Ele pensou em Luísa ou em sua irmã Maria, que ele conhecia por tê-las visto com frequência quando morava na Grã-Bretanha. No entanto, nenhuma das princesas expressou sua aprovação a esse projeto de casamento, enquanto sua mãe, Maria Amélia, uma católica fervorosa, temia que o potencial noivo tivesse que se converter à fé ortodoxa. No entanto, Leopoldo recusou, em maio de 1830, a coroa helênica, e a questão do casamento francês foi temporariamente adiada.
A fim de reforçar os laços da Bélgica com a França, a questão do casamento de Leopoldo com uma das filhas de Luís Filipe voltou a ocupar o centro das atenções. A escolha de uma princesa francesa é reforçada pela gratidão de Leopoldo à França pelo seu papel de protetora, em agosto de 1831, na Campanha dos Dez Dias, uma tentativa fracassada de Guilherme I dos Países Baixos de acabar com a independência da Bélgica. Em março de 1832, O rei Leopoldo fixa resolutamente sua escolha em Luísa: "Desejo este casamento pela individualidade da princesa Luísa, mais do que por qualquer outra razão e certamente não conhecerei preocupação maior do que vê-la feliz". Esta escolha também agrada aos políticos franceses. Com o valioso apoio de Madame Adelaide, tia de Luísa e verdadeira conselheira política de Luís Filipe, Leopoldo pode considerar se casar de acordo com sua escolha. Inicialmente, Maria Amélia rejeitou a ideia de uma união com um luterano. Por outro lado, o rei e a rainha estavam considerando dar sua filha mais velha em casamento ao duque de Calábria, mas esse plano não foi levado adiante.

#### Longas negociações

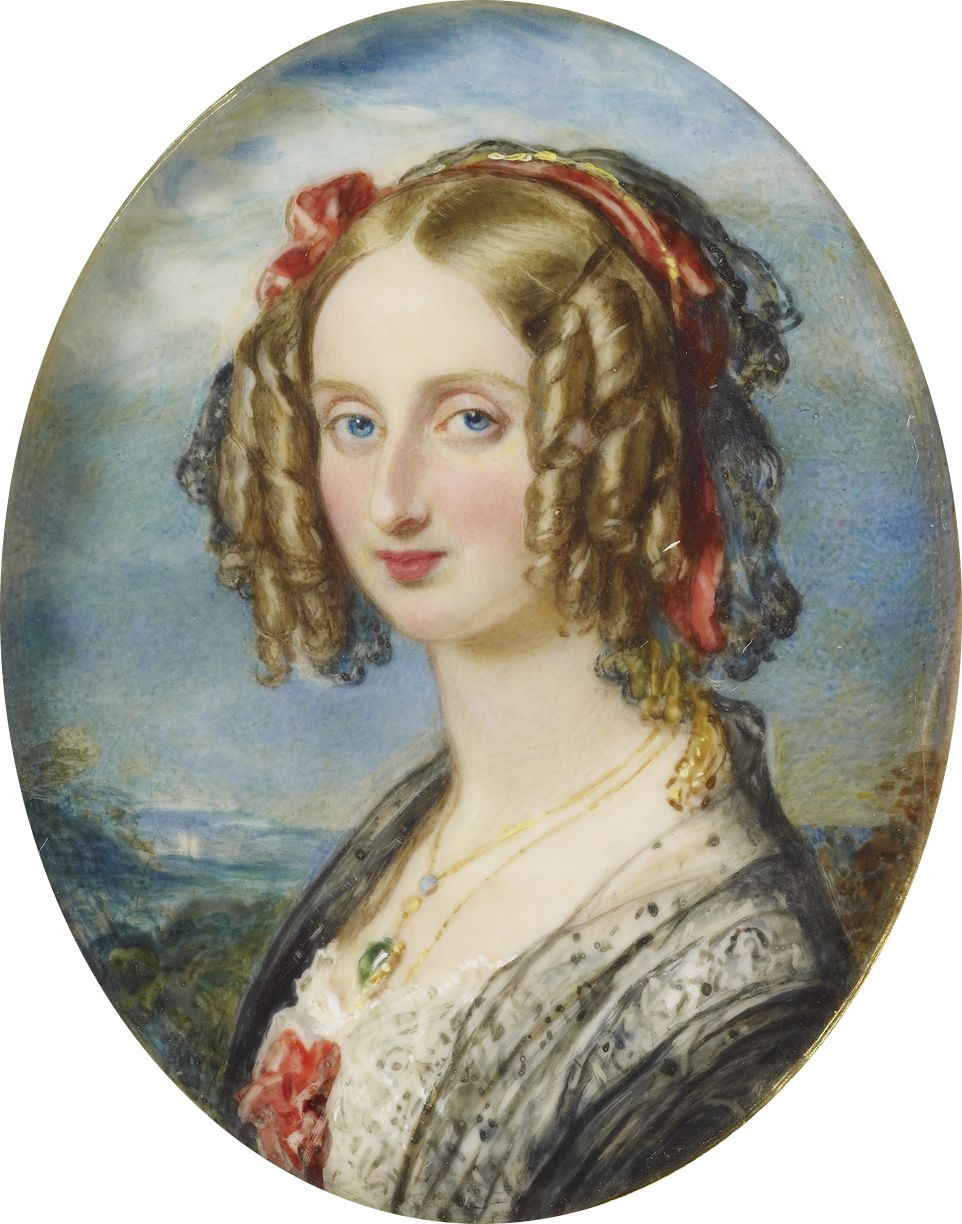
Miniatura de Luísa, por Magdalena Dalton.

Tendo se desentendido com a maioria das cortes europeias após sua ascensão ao trono, Luís Filipe temia que seus numerosos descendentes permanecessem solteiros. A própria Maria Amélia agora está demonstrando interesse no casamento belga. O irmão mais velho de Luísa, Fernando, também convenceu sua irmã a aceitar a proposta belga porque ele considerava esse casamento "como uma maneira segura de manter o satélite natural da França em sua órbita". Luísa, também encorajada por seus professores Félix Dupanloup e Michelet, dá seu aval ao projeto. Então o rei francês Luís Filipe I inicia as negociações; em 24 de maio de 1832 foi acordado que Leopoldo se casaria com Luísa. Um encontro acontece entre os noivos oconteceu em Compiègne. Maria Amélia foi tranquilizada pelo seu futuro genro e o noivado foi oficialmente pronunciado.
As negociações para o casamento foram longas, devido à falta de prodigalidade de Luís Filipe e de seu futuro genro. No entanto, eles chegam a um acordo e assinam um contrato em 25 de julho de 1832. Vinte e um anos mais velho que sua noiva, o primeiro rei dos belgas apareceu como um luterano austero, viúvo há quatorze anos da princesa Carlota, herdeira do trono da Inglaterra, a quem ele amava profundamente. Quando criança, Luísa o viu jantar em Twickenham, ou Neuilly, e ela se lembrava dele como um homem frio e sombrio. Como ela descreve ao seu amigo Antonine de Celles: "é tão indiferente a ela quanto o homem que passa na rua". Este casamento, que tanto desagradou à princesa, inspirou Alfred de Musset, antigo colega de classe dos irmãos da princesa, que também frequentavam o Palácio Real, onde gostava de dançar com Luísa e sua irmã Maria, a criar o enredo da peça Fantasio.

#### Cerimónia em Compiègne

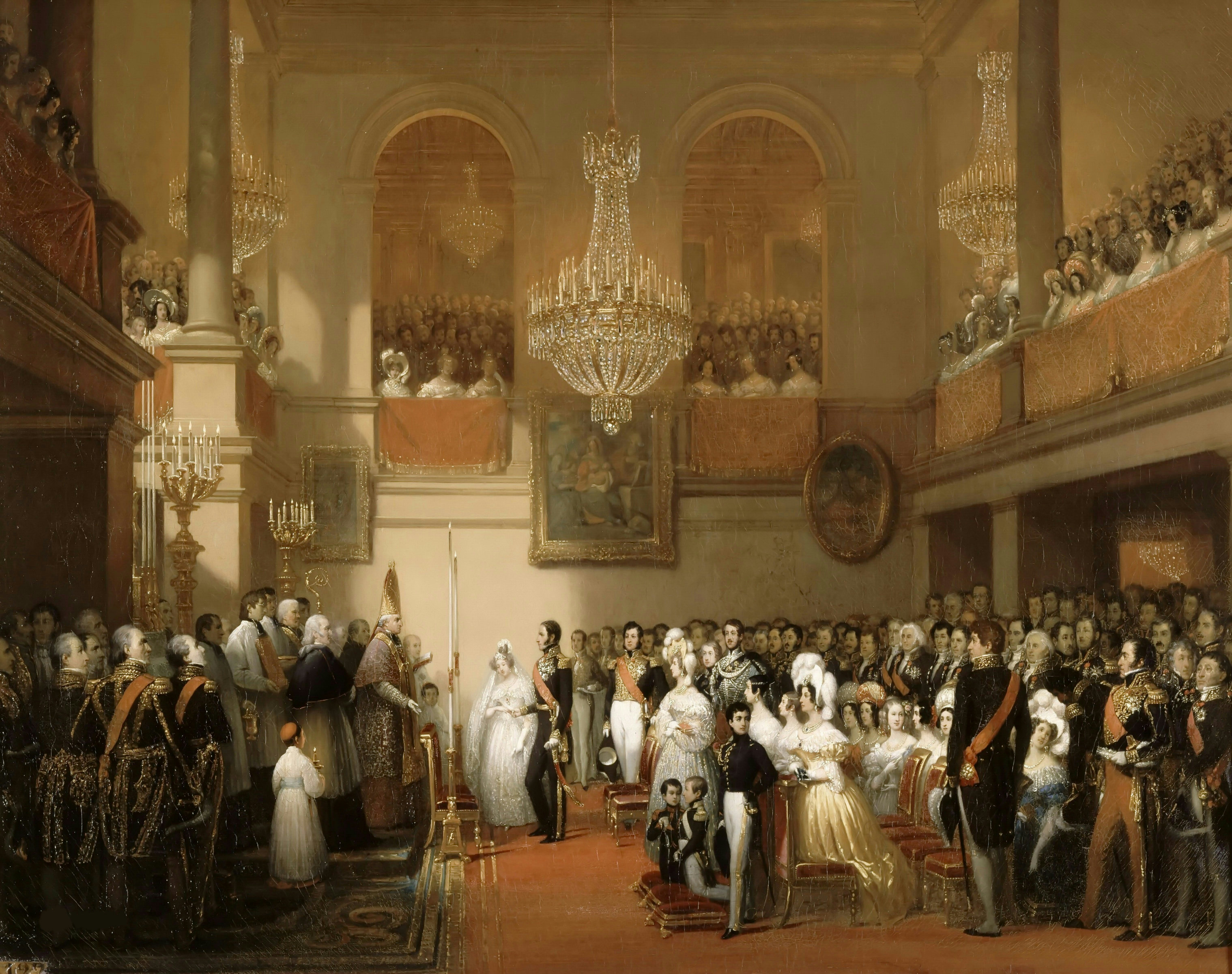
O casamento de Leopoldo I da Bélgica e Luísa de Orleães, por Joseph-Désiré Court.

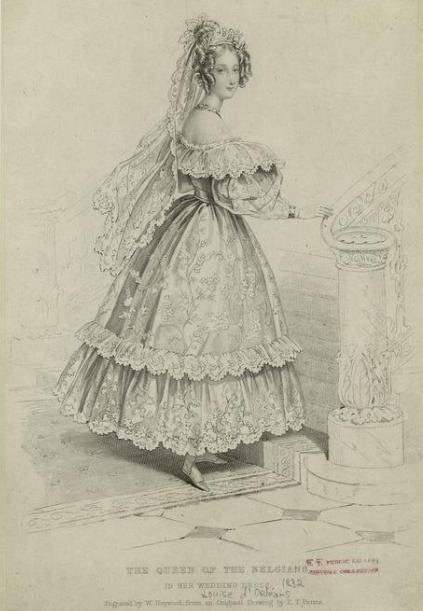
Luísa em seu vestido de casamento

A cerimónia de casamento aconteceu no dia 9 de agosto de 1832 e não é celebrada em Paris porque o Arcebispo de Paris, o legitimista Hyacinthe-Louis de Quélen, argumentou a natureza mista do casamento – o rei dos Belgas é de fé luterana – para proibir sua celebração em uma catedral. O casamento, portanto, acontece no Castelo de Compiègne. As cerimónias de casamento incluíram uma cerimónia civil, uma celebração católica e uma bênção luterana. Gallard, bispo de Meaux, abençoou o casal real segundo o rito católico, depois o pastor Jean-Jacques Goepp, da Confissão de Augsburgo, renovou a bênção segundo o rito luterano.
Para realçar o esplendor da cerimónia civil do casamento, o rei Luís Filipe escolheu testemunhas de prestígio para a princesa: o duque de Choiseul , um dos seus ajudantes de campo, Barbé-Marbois, primeiro presidente do Tribunal de Contas, Portalis, primeiro presidente do Tribunal de Cassação, o duque de Bassano, o marechal Gérard e três deputados, Alphonse Bérenger, André Dupin e Benjamin Delessert. Por outro lado, teve de suportar a humilhação de uma recusa, a do duque de Mortemart, que aceitou ser nomeado, em 1830, embaixador em São Petersburgo, mas que, no fundo, permaneceu fiel à monarquia Bourbon..
Segundo o autor e político belga Hippolyte d'Ursel, todos os historiadores mencionam a dor extrema com que Luísa foi separada de sua família em Compiègne. Em Cambrai, a própria noiva escreveu à mãe: "Jamais esquecerei o dia triste em que te deixei, com o que me era mais caro no mundo, levando comigo, como compensação pelo meu doloroso sacrifício, a esperança de uma felicidade que ainda não compreendo".

### Rainha dos Belgas

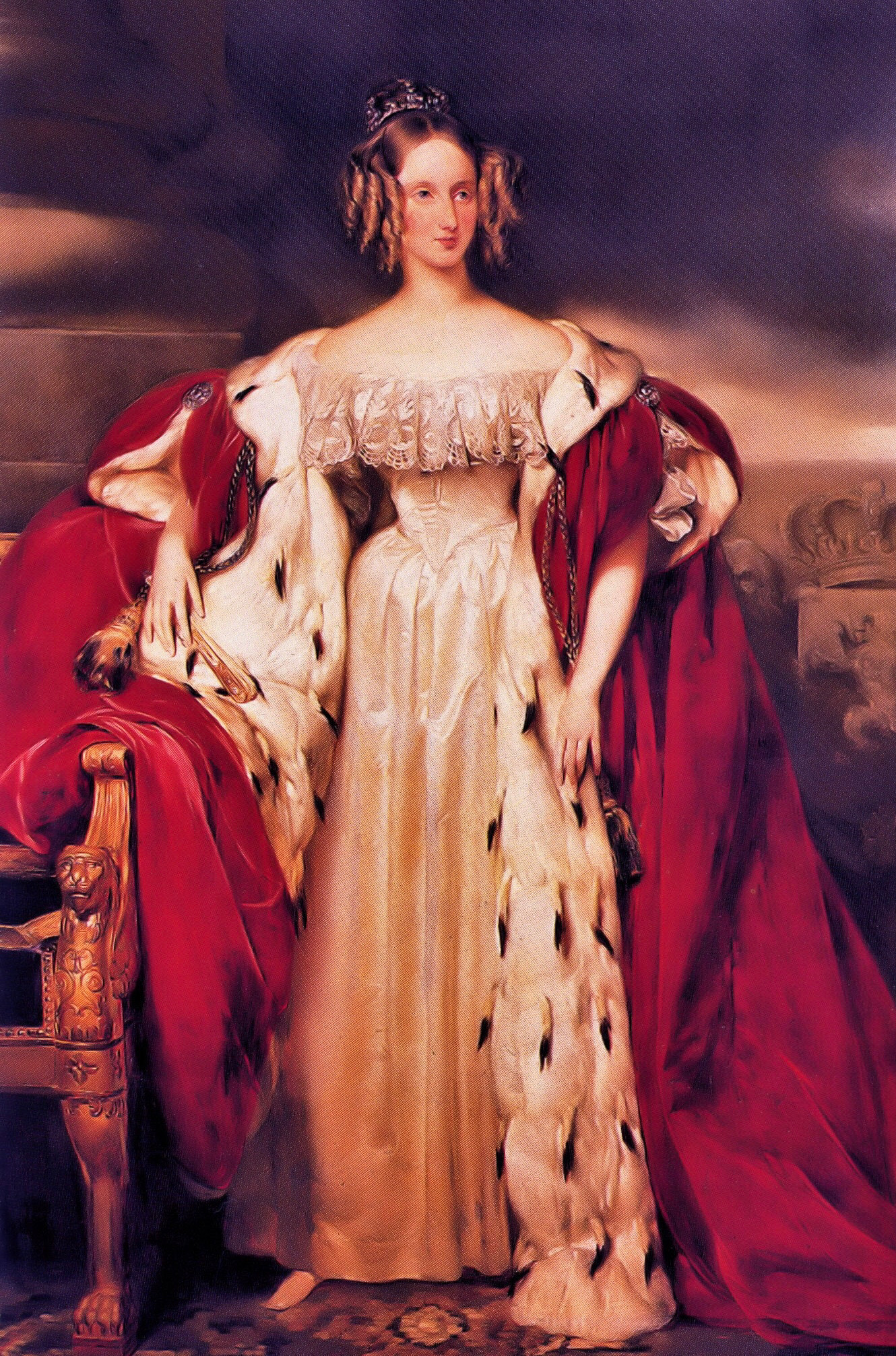
Luísa, rainha dos Belgas, por Gustaaf Wappers.

#### Um marido romântico
Apesar de seus preconceitos, Luísa foi rapidamente conquistada pela delicadeza de coração do marido. Ela tinha pensado em se casar com um homem duro para si mesmo e para os outros; no entanto ela descobre que seu marido é um romântico que "chora quando ela chora". Luísa confidencia à mãe: "Hoje faz oito dias que me casei. [...] Este sonho, tão doloroso no primeiro dia, torna-se menos doloroso a cada dia. Primeiro, estou perfeitamente confortável com ele. Falo com ele sobre tudo, consulto-o sobre tudo. Estou extremamente satisfeita com seus sentimentos e seus princípios morais e políticos que são inteiramente meus; e você não tem ideia de sua gentileza para comigo... Estou profundamente tocada por isso. Ontem, quando cruzei a fronteira [...], fiquei profundamente comovida e não consegui conter as lágrimas. O rei ficou magoado com minha dor e, quando voltamos para casa, ele também começou a chorar".
Luísa também confirmou suas primeiras impressões favoráveis: "Tudo o que posso dizer sobre ele é que o rei me faz perfeitamente feliz, ele é gentil comigo de uma forma que me toca profundamente. Eu o estimo profundamente e encontrei nele as qualidades sólidas e cativantes que sozinhas poderiam satisfazer meu coração". A facilidade imediata que se desenvolve entre Luísa e Leopoldo é ainda mais surpreendente considerando que, fora de sua vida privada, Luísa é muito tímida. Um mês após o casamento, ela declarou à mãe: "Já sou feliz, amo-o e, sobretudo, respeito-o profundamente. Cada dia acrescenta-se a esta estima e afeição, à união dos nossos pensamentos e sentimentos, à minha confiança ilimitada nele e à serenidade com que encaro o futuro".
Em dezembro de 1832, quatro meses após seu casamento, Leopoldo está muito satisfeito com sua escolha: "Não posso elogiar o suficiente minha boa e pequena esposa, digna da mais alta estima; não encontrei muitas vezes um caráter mais digno de ser amado e também uma ausência total de egoísmo; Ela é realmente uma alma linda. É uma pena que a estrutura não seja um pouco mais sólida; sua grande fragilidade muitas vezes me preocupa".

#### Nascimento dos filhos

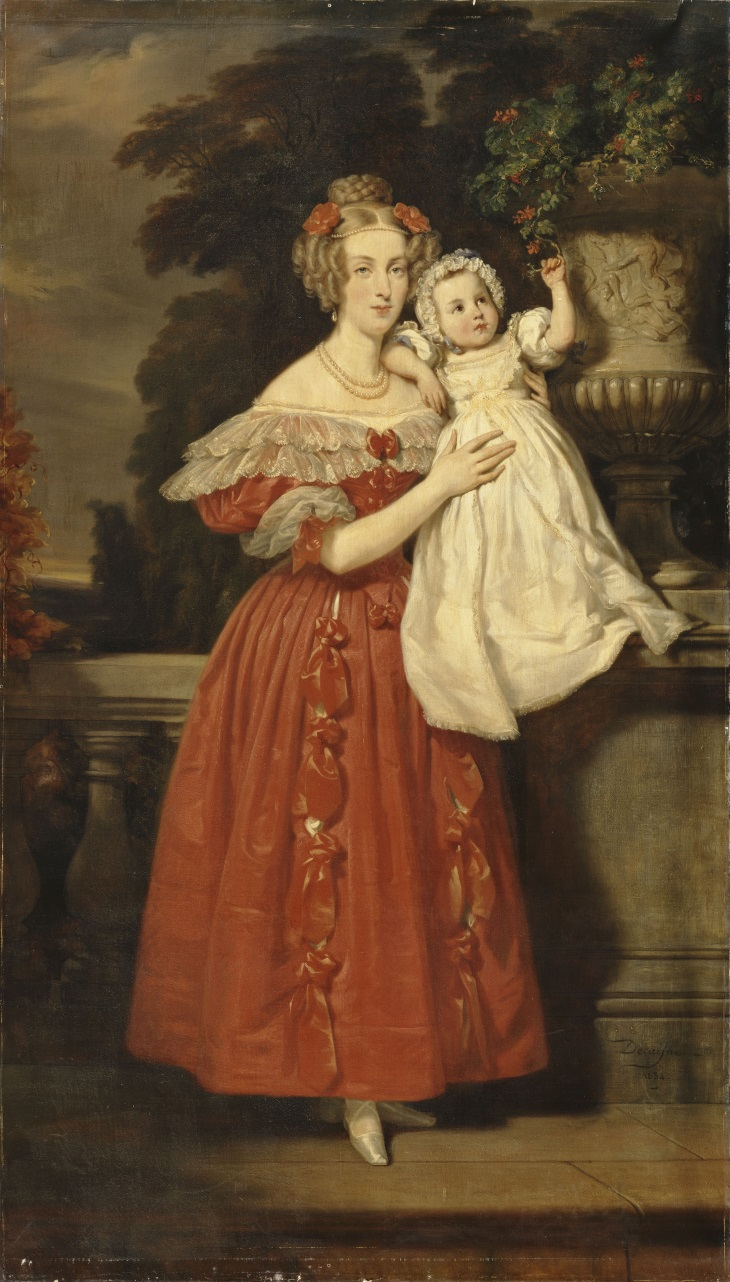
A rainha com seu primogénito, Luís Filipe, em 1834, por Henri Decaisne.

O primeiro filho da união de Leopoldo e Luísa, Luís Filipe, nasceu menos de um ano após o casamento de seus pais, em 24 de julho de 1833. Este nascimento, além das alegrias familiares que promete aos pais, fortalece a posição do rei e da Bélgica no concerto das nações europeias através do nascimento de um primeiro agnado, uma promessa de continuidade monárquica. Leopoldo já não é apenas um príncipe estrangeiro chamado a reinar na Bélgica, ele se torna o fundador de uma dinastia. Os partidários do rei dos Países Baixos não escondem sua amargura frente ao nascimento do príncipe herdeiro: "Assim seja! Temos um duque de Brabante, assim como houve um duque de Reichstadt e um duque de Bordéus...". Durante os primeiros meses após seu nascimento, o príncipe recém-nascido — a quem seus pais apelidaram carinhosamente de Babochon — era robusto. Luísa, por outro lado, parece exausta com esta primeira gravidez. Na primavera de 1834, a saúde de Babochon preocupa seus pais. Em abril de 1834, no contexto dos protestos anti-orangistas em Bruxelas, sinais da fragilidade da recente monarquia belga, o rei lamenta que seu filho esteja sofrendo com o barulho. Nos primeiros dias depoderia, a criança parece estar se recuperando, mas gradualmente, seu esgotamento geral é evidente a ponto de o pequeno Luís Filipe morrer, antes de completar um ano, em 16 de maio de 1834, devido à inflamação das mucosas.

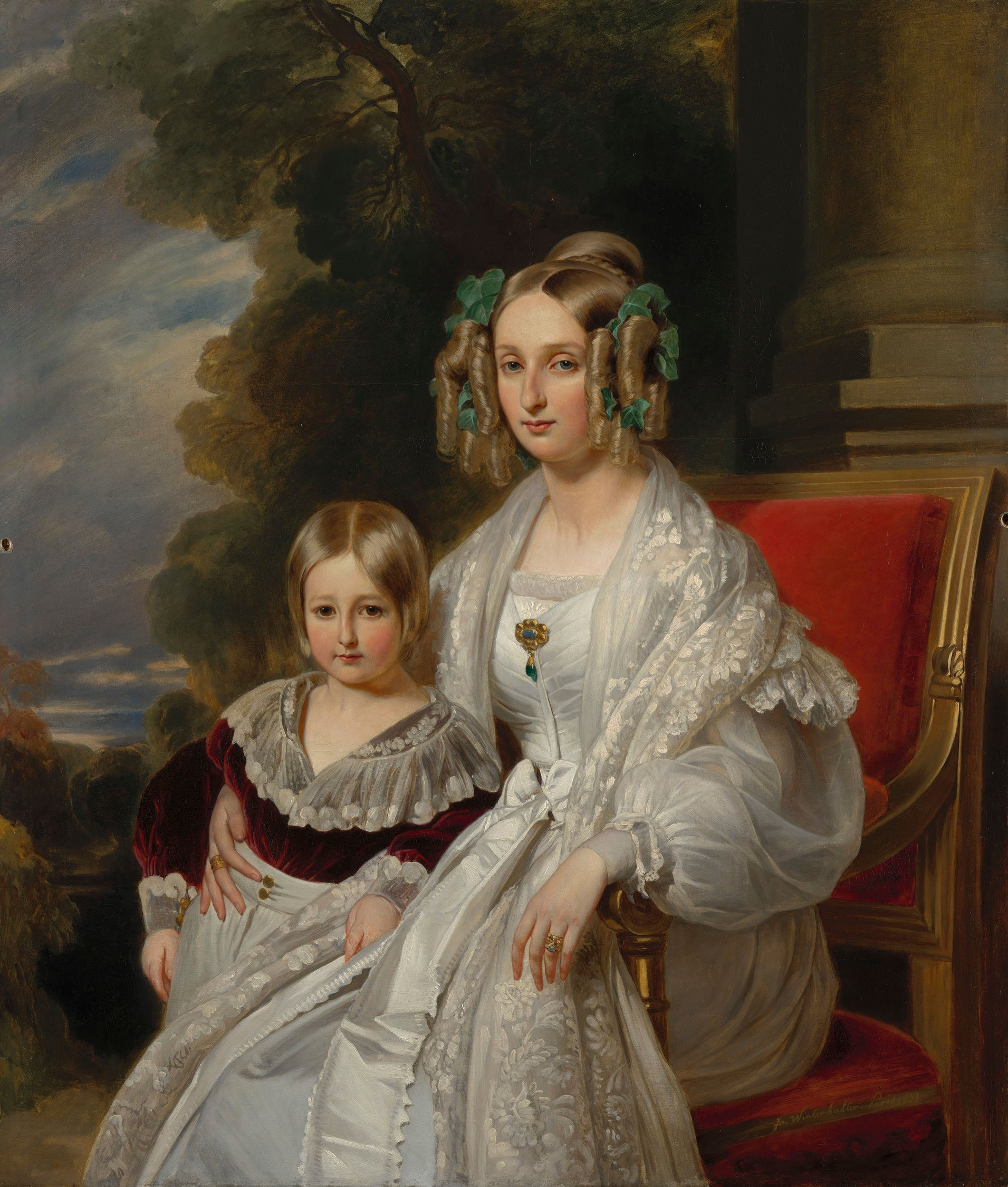
A rainha Luísa e seu filho Leopoldo (futuro rei Leopoldo II) por volta de 1840, por Gustave Wappers.

Aflitos pela dor, Luísa e Leopoldo tomam banho no mar em Ostende e logo outra gravidez é anunciada. Um segundo filho, Leopoldo, nomeado assim como seu pai, nasceu em 9 de abril de 1835, garantindo a continuidade da dinastia belga. Mas a criança é franzina e doentia. Prudente, o rei Leopoldo I não demonstra qualquer alegria - ao contrário da população belga. Em 24 de março de 1837, nasceu um terceiro filho, chamado Filipe, em homenagem ao seu avô materno e aos duques da Borgonha que reinaram sobre os estados que constituíam a Bélgica no século XV. Em 1840, o rei - que pensava nisso desde o nascimento deles - restituiu em benefício dos seus dois filhos os títulos de "Duque de Brabante", para o mais velho, e o de "Conde de Flandres", para o mais novo. Em 7 de junho de 1840, nasce a quarta e última filha, Carlota, após uma gravidez difícil. As crianças reais são criadas de forma austera. Eles dormem em colchões de crina de cavalo e têm apenas um cobertor leve de algodão no verão. Eles não ganham guloseimas, mas óleo de fígado de bacalhau. Para protegê-los de qualquer dor de garganta, eles furam os lóbulos das orelhas, o que Luísa desaprova. Se ela é generosa com os muitos advogados, a rainha é econômica no que diz respeito ao domínio privado. Quando Maria Amélia enviou um vestido de Paris para a pequena Carlota, Luísa pediu um pedaço do mesmo tecido para que ela pudesse consertá-lo se necessário. O guarda-roupa dos meninos não é mais majestoso do que o da irmã: seus casacos poloneses são alterados, suas calças de casimir (tecido de lã penteada) são alongadas e as mesmas blusas azuis cansadas são usadas tanto durante as aulas quanto durante os períodos de recriação.
Leopoldo deu a Luísa o papel principal na educação de seus três filhos. Ela é responsável pela formação espiritual, intelectual e prática deles. Ela relata ao rei sobre o progresso dos príncipes. Leopoldo acredita que "este sistema é, sob todos os pontos de vista, benéfico e mantém a mãe em contacto contínuo com os filhos; exerce assim uma influência mediadora e modifica o poder paterno, que, quando fala, deve falar sempre em última instância e de forma séria".
O horário escolar é cuidadosamente definido e sujeito à aprovação do rei. Os dias são longos e ativos: começam com a catequese dada às 8h e terminam à noite até às 20h. O tempo de lazer é calculado com discernimento. Diariamente, os tutores enviam seus relatórios sobre os estudos à rainha e, se ela estiver no exterior, eles lhe enviam os documentos pelo correio. Nesse caso, Luísa reage por meio de cartas, não hesitando em advertir os filhos sobre suas falhas acadêmicas e comportamentais, relembrando as promessas que fizeram para melhorar. À medida que cresciam, os príncipes Leopoldo e Filipe causavam preocupação aos seus professores: o primeiro com seu autoritarismo, o segundo com sua indiferença. Quanto a Carlota, ela se adapta mais do que seus irmãos às instruções de seu pai.

#### Opiniões religiosas

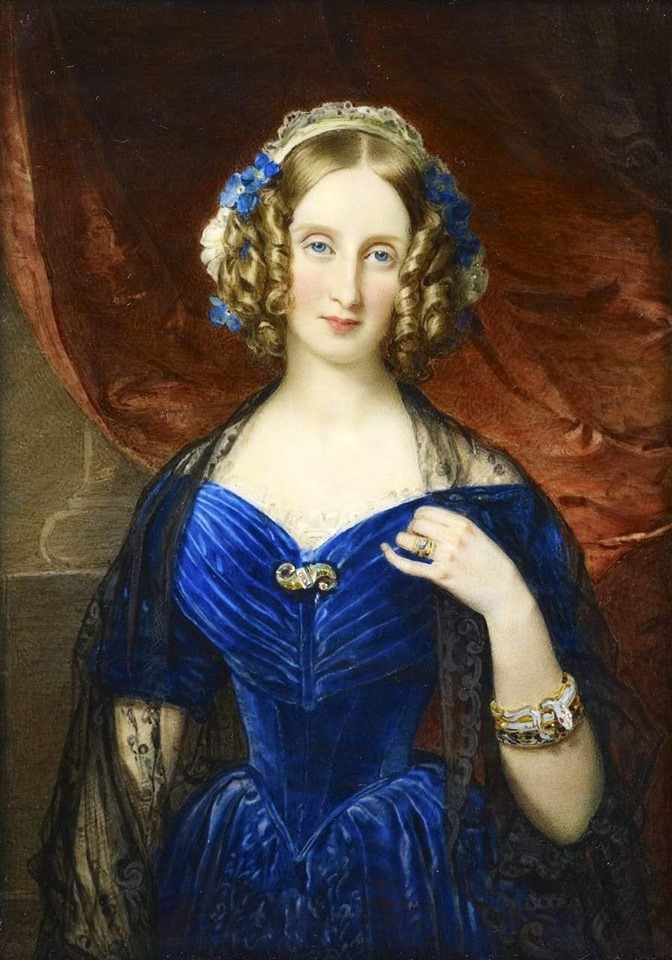
Luísa, rainha dos Belgas, por William Charles Ross.

Por razões políticas, os filhos do casal foram criados como católicos, religião da grande maioria dos seus súbditos, mas também da sua mãe. Dos filhos da rainha Maria Amélia, foi Luísa quem demonstrou mais fervor religioso ao observar as regras que sua mãe lhe incutiu. Desde seus primeiros dias em Bruxelas, ela reclamou que o rei frequentemente pedia que ela parasse de ir à missa para poder dormir mais. Sua paróquia era Saint-Jacques-sur-Coudenberg, em Bruxelas, a poucos passos do palácio real. Ela dirigia-se para lá regularmente e relata à mãe em cartas sobre o cumprimento de seus deveres religiosos. Mal tendo chegado à Bélgica, foi-lhe dado um confessor que permaneceu ao seu serviço durante todo o seu reinado, Pierre de Coninck, padre da igreja de Notre-Dame du Sablon, cuja simplicidade, moderação e boa índole ela apreciava, embora demonstrasse pouco entusiasmo pelas suas homilias. Quanto aos outros padres, especialmente aqueles que pregam em holandês, Luísa não pôde deixar de compará-los aos pregadores eloquentes de Notre-Dame-de-Paris, como o dominicano Henri Lacordaire ou o jesuíta Xavier de Ravignan , capazes de reunir múltiplos ouvintes mesmo fora de Paris.
Foi em virtude de seus princípios cristãos que Luísa condenou a pena de morte e se expressou categoricamente sobre o assunto, depois que em 1835, seu pai Luís Filipe foi vítima de um atentado fracassado por Giuseppe Fieschi, que foi guilhotinado no ano seguinte com dois de seus cúmplices: "Para o pai especialmente é terrível e eu me coloco em seu lugar. Por maior que seja o crime, não posso admitir que caiba aos homens antecipar os julgamentos de Deus e dispor das vidas de seus semelhantes [...], mas Papa deve cumprir seu odioso dever de rei".

#### Uma rainha solitária

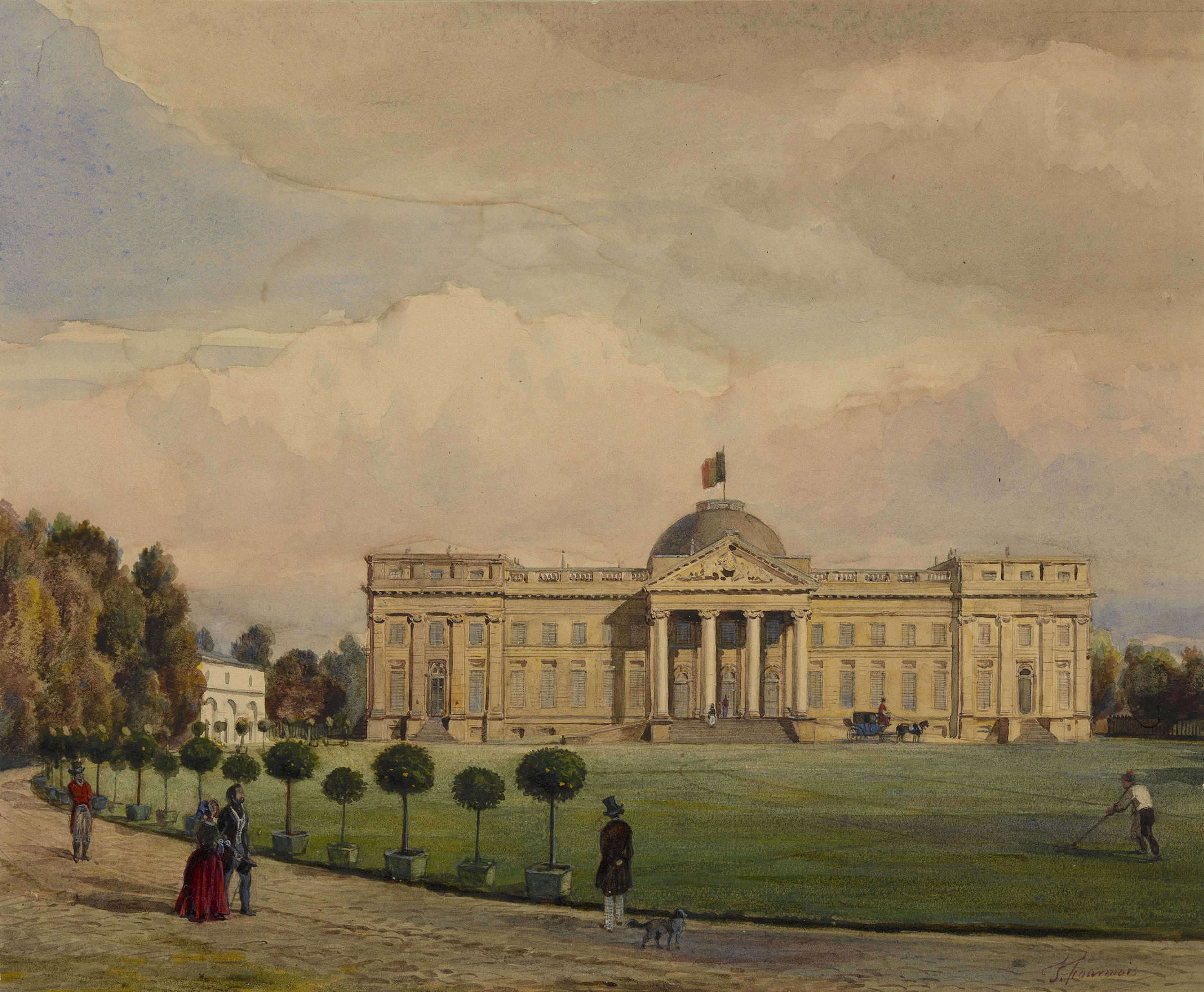
O Castelo Real de Laeken em pintura de 1843, por Théodore Fourmois.

Das três residências reais que lhe foram disponibilizadas quando chegou à Bélgica em 1831, em Antuérpia, Bruxelas e Laeken, Leopoldo escolheu a última porque ela lhe lembrava muito Claremont, onde ele havia residido. Além do pessoal doméstico, o casal real vivia ali sem qualquer comitiva, "O Rei, o seu cão e eu", disse a rainha Luísa, "vivemos sozinhos no palácio". Durante as primeiras semanas que passou na Bélgica, o rei ficou surpreendido com a simplicidade do seu vestuário e encorajou-a a adoptar mais elegância, ao que ela concordou. Leopoldo também se surpreende com a linguagem ousada da esposa, que ele questiona quando necessário: "Nada de comentários frívolos, senhora!".
A vida em Laeken é invariavelmente regulamentada. O rei acorda bem tarde e toma café da manhã por volta das 10h com a rainha, depois que ela assiste à missa. Então chega o correio de Paris, que Luísa espera impacientemente porque recebe muitas cartas de sua família. A existência de Luísa é abstrata, reclusa, muito ignorada pelo povo de quem é rainha, uma rainha estrangeira. Jantasse em Laeken às cinco e meia. A dama de companhia, Condessa de Merode, Louise-Jeanne de Thezan du Poujol, e uma das três damas do palácio (Baronesa Goswin de Stassart, nascida Caroline du Mas, Baronesa Emmanuel d'Hooghvorst, nascida Caroline de Wal Masbourg, e a Condessa Zoé Vilain) aguardam a rainha no salão. Na sala ao lado, o rei joga bilhar, recebe muitos visitantes, mas sempre as mesmas pessoas: políticos, altos funcionários, membros da colônia inglesa, porque a aristocracia belga ainda era orangista no início do reinado.
Em fevereiro de 1835, quando o rei decidiu dar um baile à fantasia no palácio de Bruxelas, a maioria da nobreza belga se fez notar pela sua ausência. A rainha Luísa, grávida de sete meses e vestida como Margarida da Áustria, retirou-se às 23h30, enquanto o rei só fez sua entrada à meia-noite. Um mês depois, os soberanos fizeram a sua entrada juntos num novo baile de máscaras onde a rainha se disfarçou, desta vez, de Joana de Aragão. No início do reinado, a rainha parecia ter o prazer de se adornar com trajes históricos de Maria da Borgonha, Isabel da França e até Maria de Montpensier.
Leopoldo I, que nunca esqueceu sua primeira esposa Carlota, mas considerava sua segunda esposa uma amiga muito querida, passava regularmente as noites nos salões da rainha no castelo de Laeken; Luísa então lia em voz alta as obras recentes de Stendhal ou Chateaubriand, bem como os clássicos de Byron ou Shakespeare. Durante o dia, ela cuidava dos filhos. O rei deixa a rainha pouco ser vista do lado de fora. Ele acreditava que, ao não se mostrar com muita frequência e conservar sua popularidade, sua persona teria um impacto maior. Tendo em conta a extrema timidez de Luísa, Leopoldo colocou-a ao seu lado durante os primeiros jantares oficiais, mas gradualmente foi incentivando-a a sentar-se perto de vários convidados. No entanto, Luísa estava frequentemente sozinha porque Leopoldo é um caminhante incansável e um caçador inveterado que não hesita em passar dias inteiros na Floresta Soniana.
Para aliviar o tédio, Luísa escrevia diariamente aos seus entes queridos, principalmente à sua mãe, uma correspondência que oferece um relato em primeira mão da vida nas cortes europeias da sua época. A regularidade e a extensão das suas cartas são, segundo os que o rodeiam, um sinal de "escribomania", mas esta grafomania revela uma personalidade culta, dotada de um apurado sentido de observação, ao serviço do seu fino conhecimento da natureza humana.
Com o passar dos anos, Luísa começou a apreciar a Bélgica, especialmente cidades flamengas como Antuérpia e Ostende. Ela ama o mar, a costa belga e a praia, onde faz caminhadas ou passeios a cavalo. Ela coleciona conchas com entusiasmo, que dá com prazer aos seus familiares. Ela também gosta de nadar durante suas estadias em Ostende, escapadas onde se diverte mais do que no palácio real em Bruxelas, de onde sempre sai com alegria.

#### Viagens ao estrangeiro

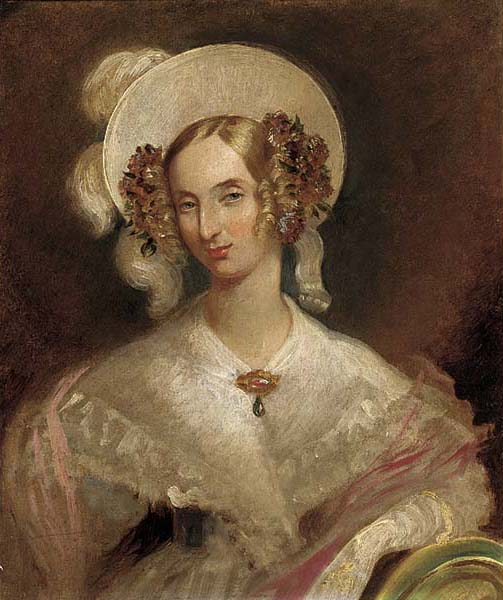
Retrato de Luísa em 1837, por George Hayter. Na Royal Collection.

Embora Luísa estivesse feliz em deixar Bruxelas, Leopoldo restringiu as ocasiões em que a rainha poderia viajar. Por exemplo, para Inglaterra, quando os soberanos belgas foram convidados para o baptismo de Vicky, filha mais velha da rainha Vitória, previsto para 10 de fevereiro de 1841. Leopoldo concordou em viajar até lá, mas, apesar da insistência de sua sobrinha, a rainha Vitória, ele impediu Luísa de acompanhá-lo através do Canal da Mancha. Luísa, decepcionada, teve que ficar com os filhos na Bélgica, sob o pretexto de cuidar da saúde deles durante o inverno. Luísa expressa sua tristeza nas cartas que escreve para sua mãe. Em compensação, Leopoldo, que decide todos os seus movimentos, levou a rainha para a casa dos pais dela na França naquela primavera.
Em 1843, o rei Leopoldo retomou o contato com os príncipes alemães. Em agosto, acompanhados pelos soberanos britânicos, os soberanos belgas se encontraram em Brühl e no Castelo Stolzenfels, no Familientafel, reunindo ao redor deles e do casal real da Prússia quarenta príncipes e princesas alemães. Foi também durante esta viagem que Luísa conheceu a rainha Vitória, com quem se correspondia há anos. As duas rainhas combinam bem. Por outro lado, como francesa, Luísa sentiu a hostilidade do chanceler austríaco Metternich quando o diplomata foi apresentado a ela. Ela também não compartilha do entusiasmo da rainha Vitória quando ficou surpresa ao descobrir Coburgo, de onde veio sua família. No caminho de volta, Vitória e seu marido Alberto foram recebidos em Antuérpia pelos soberanos belgas que haviam chegado antes deles Na primavera de 1844, Luísa comemorou seu 32º aniversário no Palácio de Buckingham. Vitória estava feliz em vê-la novamente. Foi apenas três anos depois, em junho de 1847, que Luísa e Leopoldo fizeram uma nova viagem à Inglaterra.

#### Um forte senso político

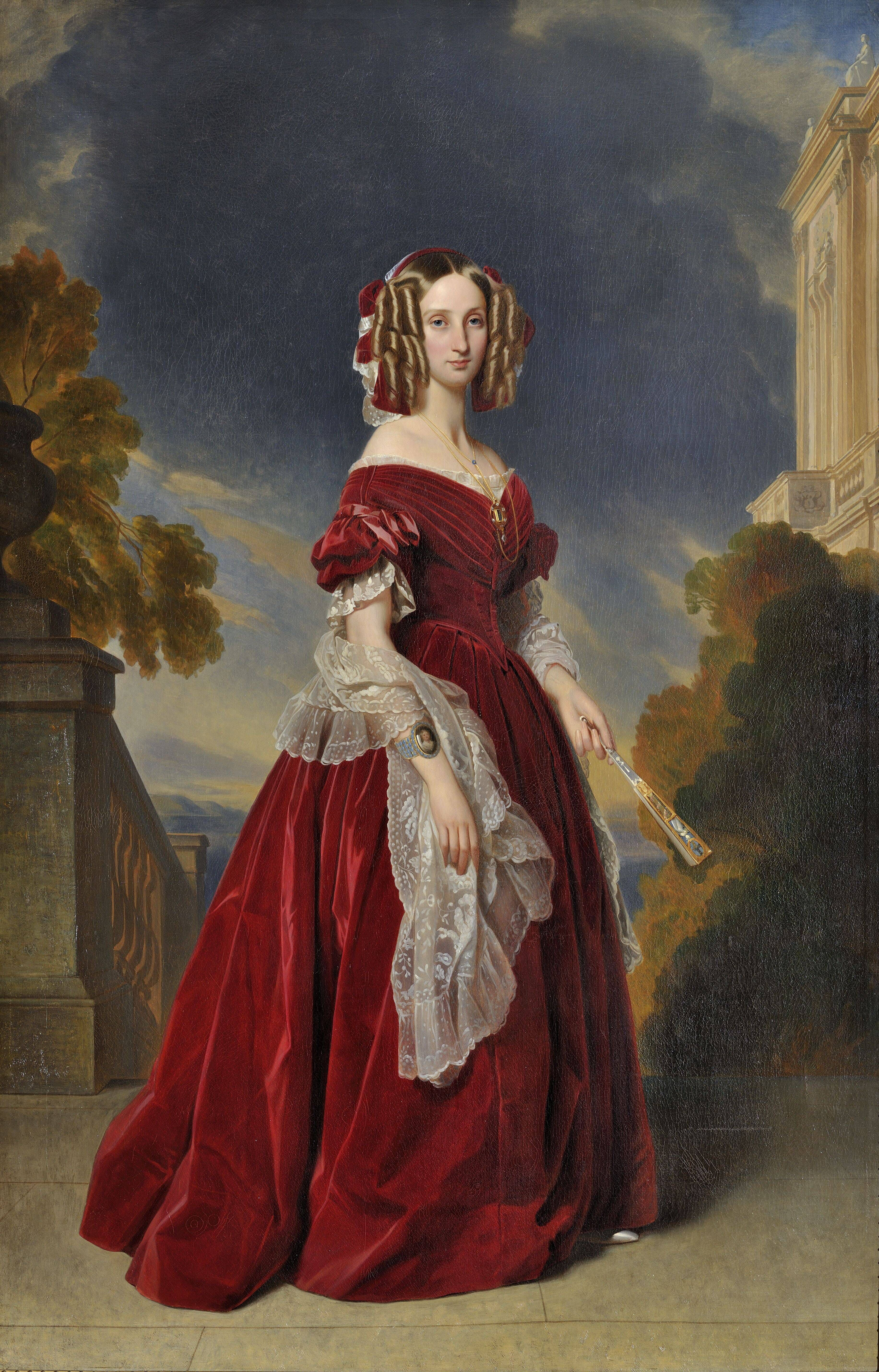
Luísa, rainha dos Belgas em 1844, por Franz Xaver Winterhalter.

A rainha Luísa, ao chegar à Bélgica, interessou-se profundamente pela vida política do reino, que ela desejava ver prosperar. Em 24 de agosto de 1832, ela escreve sobre o reconhecimento definitivo da Bélgica como um estado neutro e independente: "As notícias da Conferência de Londres são detestáveis. A Conferência está nos enganando com flagrante má-fé. Não se fala de um novo tratado e novas ratificações de todas as Potências para nos fazer definhar por mais séculos". Luísa admira ainda mais a atitude do rei que, embora preocupado, suporta as preocupações devido ao cerco da cidadela de Antuérpia pelos holandeses com "uma tranquilidade, uma serenidade, uma fleuma, uma equanimidade que excitam minha admiração ao mais alto grau". Ela também deixa sua raiva explodir sobre a atitude dos Países Baixos: "aquele cão rei Guilherme faz tudo na hora errada". Luísa e Leopoldo não têm medo de ir ao local onde o cerco da cidadela de Antuérpia está sendo preparado. Ela lamenta, como belga, "não usar [nosso] belo e numeroso exército, o que para o país, é um grande sacrifício".
Quando ocorreu a intervenção franco-inglesa, uma crise ministerial se instalou na França, satisfazendo Luísa do ponto de vista dos interesses belgas, mas profundamente angustiando-a sobre a França, onde os "doutrinários" que ela odiava retornaram ao poder: "teremos não apenas Broglie, a quem estimo infinitamente, mas que é a doutrina encarnada, mas também Guizot e Thiers. Thiers incluso! Um homem sem maneiras, sem probidade política". Por outro lado, Leopoldo não compartilhava da opinião da rainha sobre o cerco de Antuérpia porque pensava, ao contrário da realidade expressa pela rainha, que o cerco não duraria, enquanto se arrastasse por mais de cinco semanas. A imprensa alemã acredita que a rainha dos belgas "interfere muito nos assuntos políticos e que as pessoas reclamam disso em Bruxelas". O povo belga é, segundo Luísa, um povo sensível que ela está gradualmente conhecendo melhor. Ao pai que a tinha avisado, Luísa respondeu: "Não estou a denegrir os belgas, nem a Bélgica; nunca faço troça deles, pelo menos em público. [...] Se não fossem tão melindrosos, e tão vaidosos, eu gostaria muito deles, porque são pessoas muito boas".
Luísa ofereceu assistência discreta e eficaz ao rei no seu trabalho político e diplomático. Leopoldo tinha tanta confiança em Luísa que propôs ao governo, antes de empreender uma longa viagem, delegar seus poderes soberanos à rainha. O governo, contudo, expressou uma oposição tão unânime que o rei não insistiu outra vez.

##### Uma casamenteira eficiente
O casamento é uma instituição da qual Luísa frequentemente fala com amargura. Mal casada, ela declarou: "Ainda não me converti à necessidade do casamento e estou menos do que nunca disposta ao matrimônio. Eu tinha uma boa fortuna, e agradeço ao Bom Deus por isso, mas quando penso como deve ser quando se tem uma fortuna ruim, estremeço de horror...". No entanto, ela gradualmente abandona seus julgamentos categóricos e se vê envolvida em quase todos os projetos de aliança que dizem respeito ao seu próprio povo, e dos quais ela se ocupa com zelo, assegurando que age pela felicidade deles antes de qualquer outra consideração.
Um ano mais nova que Luísa, sua irmã Maria tem um pouco de inveja de sua irmã mais velha, que se tornou rainha dos belgas. Esta última frequentemente a convida para Laeken, mas ela permanece melancólica. Inconformista, ela é talentosa nas artes, mas suas obras pictóricas e escultóricas não a fascinam mais desde que sua irmã se mudou para a Bélgica. Luísa, juntamente com Leopoldo, escolheu um marido para Maria: o duque Alexandre de Württemberg, sobrinho do rei dos belgas. Luísa pinta um retrato um tanto idealizado do jovem para convencer a rainha Maria Amélia a apoiar sua escolha. O casamento acontece em outubro de 1837, graças ao zelo de Leopoldo, secundado por Luísa.

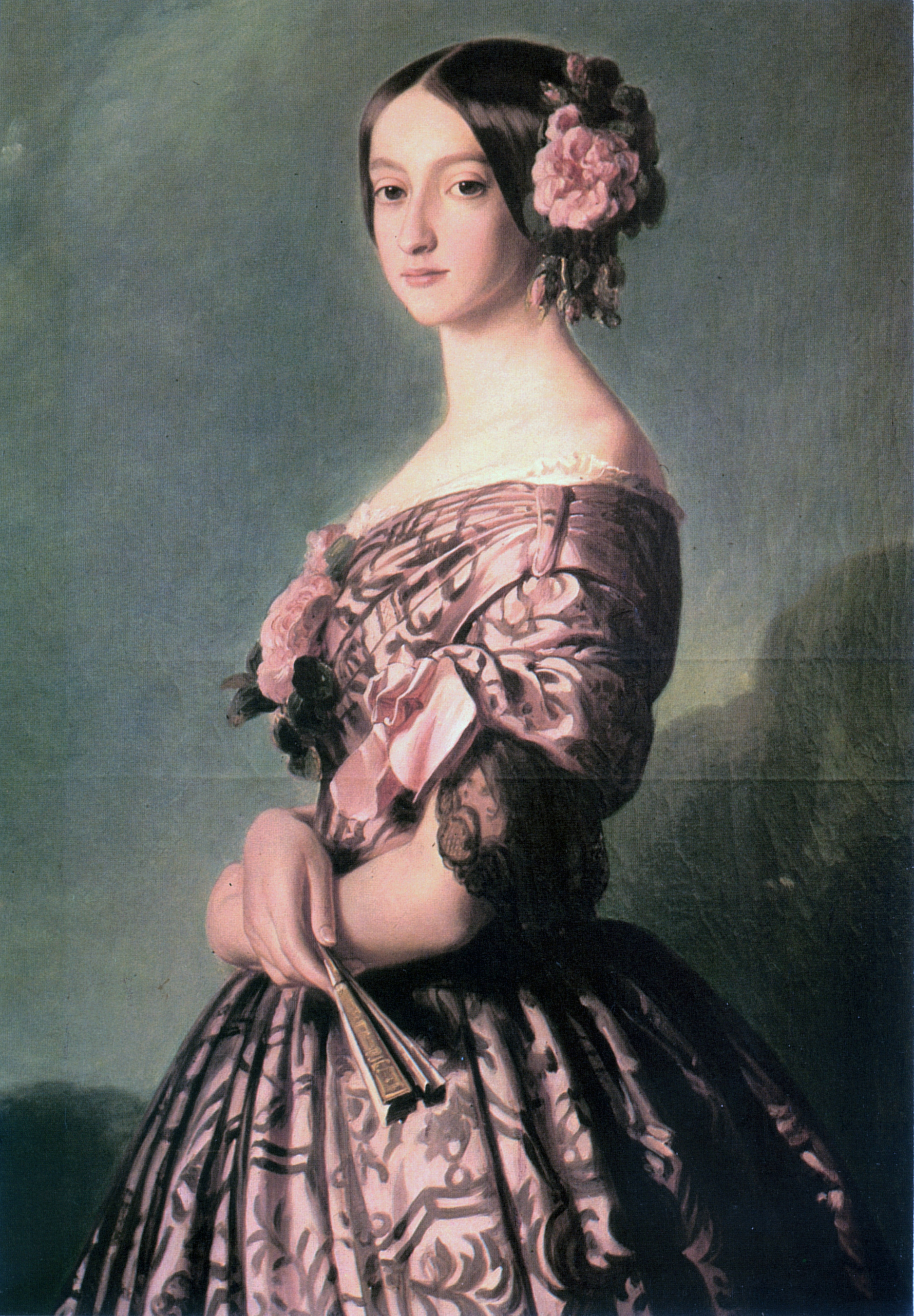
Francisca do Brasil, cunhada favorita de Luísa.

Com base nesse sucesso, Luísa também ajudou a concluir a união entre seu irmão, o duque de Némours, e Vitória de Saxe-Coburgo. Ela desempenhou um papel importante como intermediária entre os Coburgos e os Orleães antes do casamento ser celebrado em abril de 1840. Em maio de 1843, foi a vez de seu irmão Francisco, príncipe de Joinville, se casar com a princesa Francisca do Brasil, candidata que recebeu toda a aprovação de Luísa: "Quanto mais penso nisso, mais desejo esse casamento. Se a menina foi bem-educada, é o mais adequado de todos, dada a posição, e eu acrescentaria o caráter de Joinville que não seria adequado a uma princesa alemã metafísica, sóbria e educada em todas as rubricas das pequenas Cortes". Luísa também cuida de orquestrar o futuro de sua irmã Clementina, porém com menos sucesso, haja vista que Clementina acaba se casando, em abril de 1843, com um príncipe alemão menor, Augusto de Saxe-Coburgo, apessar dele ser a primeira escolha de Luísa.
Por outro lado, Luísa pode gabar-se de ter trabalhado eficazmente para a conclusão, em 1846, dos "casamentos espanhóis" entre as filhas do falecido rei Fernando VII: a rainha Isabel II e a infanta Luísa Fernanda de Bourbon, respectivamente com Francisco de Assis de Bourbon e Antônio de Orleães, irmão mais novo de Luísa, para quem "o caso dos casamentos espanhóis foi, do ponto de vista da sua autoestima como francesa, uma grande satisfação".

#### Adultério do marido e luto em família

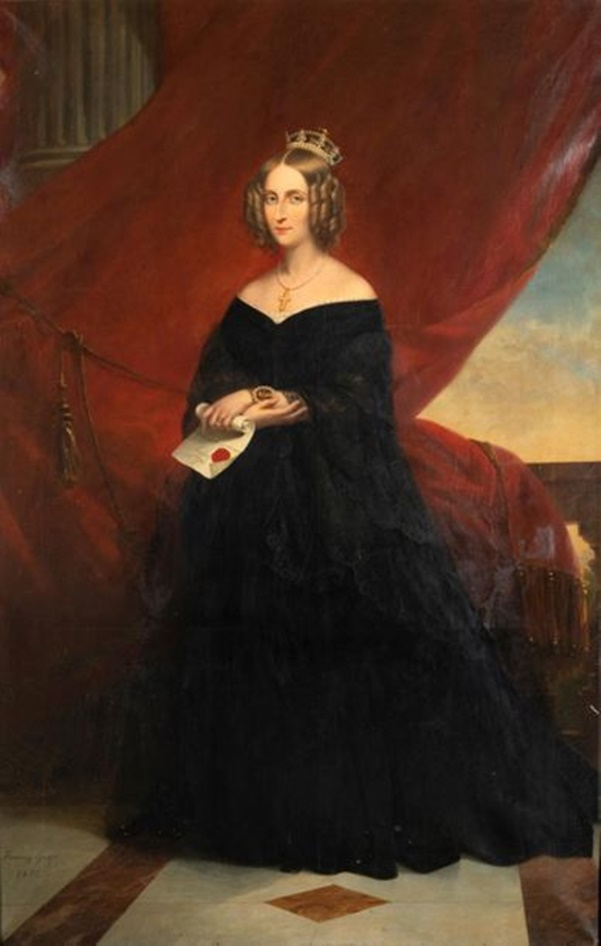
Retrato póstumo de Luísa trajando luto em 1861, por Fanny Geefs.

Após a perda do seu filho mais velho, a rainha Luísa ainda sentia a dor de perder a sua irmã Maria, que morreu em janeiro de 1839, aos 25 anos, deixando um filho récem-nascido e um marido arrasado. Então, em julho de 1842, a morte acidental de seu irmão mais velho, Fernando, com apenas 31 anos, perturba Luísa, que escreve: "Infelizmente, agora sentiremos muito em todas as coisas o que perdemos". Enviada por seus pais para Paris, Luísa foi para lá com Leopoldo. Enquanto ela luta para superar sua dor, Leopoldo não a entende e a considera sem coragem. Após o nascimento de Carlota em 1840, o rei um tanto desapontado deixou a rainha sozinha para se recuperar lentamente do parto e imediatamente partiu para sua propriedade nas Ardenas, onde permaneceu por uma semana. Luísa desfrutou da companhia de Denise d'Hulst, uma amiga de infância, enquanto as ausências do rei se tornaram cada vez mais longas e frequentes. Agora ele até vai para Ostende sozinho e também faz sua cura anual de um mês em Wiesbaden sozinho.
Em 1844, Leopoldo conheceu Arcadie Claret, de dezoito anos, filha de um oficial do exército belga. Muito rapidamente, eles iniciam um caso amoroso. Para proteger sua amante, Leopoldo a encoraja a entrar em um casamento de conveniência. Em 1845, Arcadie se casou com Frédéric Meyer, administrador dos estábulos reais, que concordou em desempenhar o papel de marido, em troca de compensação financeira, antes de retornar a Coburgo e, a partir de então, deixar que Leopoldo e Arcadie continuassem seu relacionamento. A rainha não pôde ignorar esta ligação da qual nasceram dois filhos: Georges-Frédéric em 1849 e Arthur em 1852, intitulados "Barões von Eppinghoven".

### Últimos anos

#### Revolução francesa de 1848

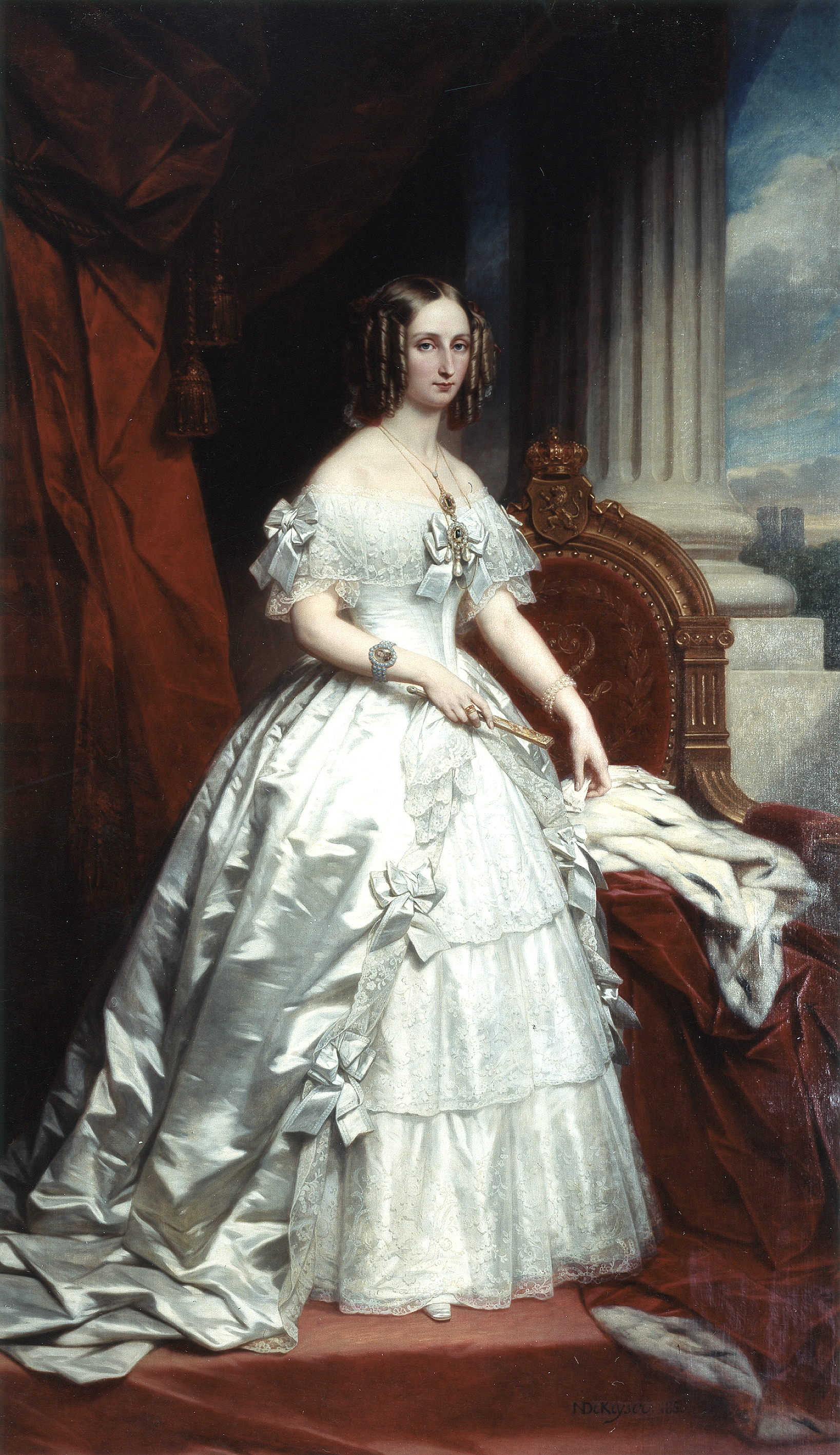
Luísa, rainha dos Belgas, por Nicaise de Keyser.

Em fevereiro de 1848, a revolução francesa de 1848 destronou o rei Luís Filipe. O monarca septuagenário foi forçado a se refugiar com a família real na Grã-Bretanha. Os belgas não esconderam sua simpatia por ele durante os acontecimentos em Paris que puseram fim ao reinado de seu pai. A angústia destes dias revolucionários, contudo, desferiu um golpe terrível na saúde da rainha, que nunca se recuperou. Luísa teve de esperar mais de sete meses para rever a família, exilada em Inglaterra, onde chegou em 2 de outubro de 1848.
Nesse ínterim, Arcadie, amante de Leopoldo, foi instalada em uma mansão na Rue Royale, em Bruxelas, não muito longe do palácio. A imprensa repercute essa relação adúltera. Arcadie dificilmente é discreta e usa carruagens opulentas quando viaja. Rumores sobre a saúde precária da rainha Luísa aumentaram o ressentimento popular. A Sra. Meyer agora está sendo vaiada pela cidade, enquanto janelas de sua residência estão sendo quebradas. Pressionado pelos seus conselheiros que lhe sugeriram discrição, Leopoldo decidiu finalmente escrever à sua amante sugerindo que ela fosse mais contida quando saísse.
Enquanto a revolução de 1848 repercutiu por toda a Europa, ameaçando a ordem social e os tronos, a Bélgica, ao contrário, se fortaleceu, apesar de algumas escaramuças ocasionais, principalmente em um vilarejo próximo à fronteira francesa, e viu a união entre o soberano e o povo se fortalecer. A rainha ficou encantada e escreveu em 31 de março: "Tudo aqui é perfeitamente tranquilo, o espírito continua excelente. A conduta do nosso pobre pequeno país é verdadeiramente admirável". Durante as celebrações de setembro de 1848, Luísa observou com prazer o quão favoravelmente a dinastia foi apreciada. A calma que havia restaurado a vida política da Bélgica ao normal permitiu que a vida social fosse retomada em Bruxelas. Em janeiro de 1849, recepções oficiais, jantares e bailes da corte ocorreram como no passado, os quais Luísa participa intensamente. Então, a partir da primavera, Luísa foi com o rei para as províncias. Eles receberam uma excelente recepção em Liège em junho, em Ghent em julho e em Namur em setembro. Em julho, Luísa e sua cunhada Helena se juntaram numa curta estadia em Claremont com a rainha Maria Amélia. Então, os soberanos levaram uma vida mais tranquila no outono antes dos quatro bailes tradicionais planejados para o início de 1850.

#### Saúde em declínio

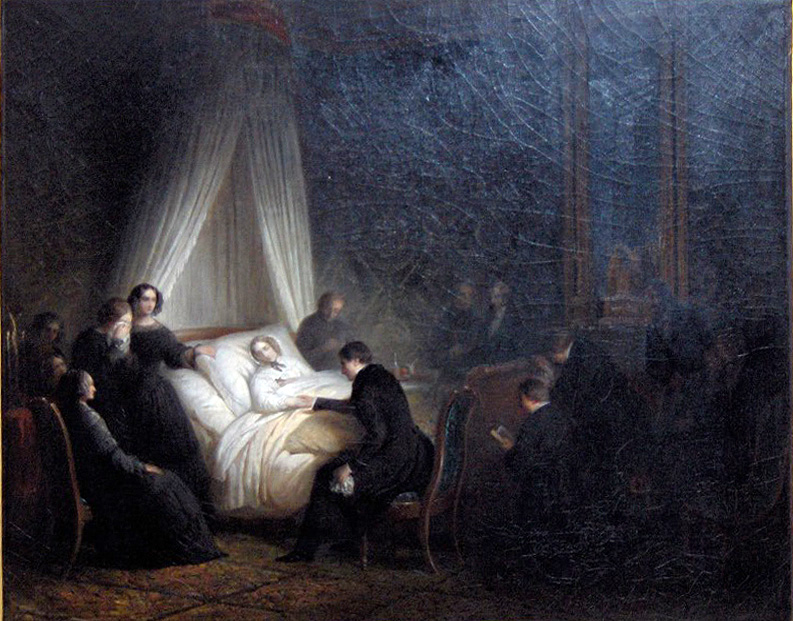
Morte da Rainha Luísa, por Joseph Meganck.

No início de 1850, Luísa, que sofria de tosse asmática, sofreu vários desmaios. Luísa, que estava prestes a deixar a Inglaterra, escreveu para sua mãe: "Embora eu não tenha febre nem dor, mas uma doença brônquica que me faz tossir e dificulta a respiração, você deve esperar me encontrar amarela, magra e mudada. Tenho uma aparência horrível e me sinto muito velha". De 24 de abril a 18 de junho de 1850, Luísa passou quase dois meses em Claremont com seus pais. Lá ela sofreu de disenteria e de um sistema nervoso enfraquecido que preocupou os médicos. Quando ela retornou a Bruxelas, seus filhos estavam doentes e também sofrendo com tosse asmática. Luísa cuida de Carlota, que tem coqueluche mas se recupera. Por outro lado, Luísa apanha uma constipação e queixa-se de tosse intensa e de enterite: "a minha saúde precária só me impõe privações; mas tenho de ter paciência com elas", escreveu ela à mãe em 21 de agosto. Poucos dias depois desta carta, ela soube da morte de seu pai em Claremont, em 26 de agosto.

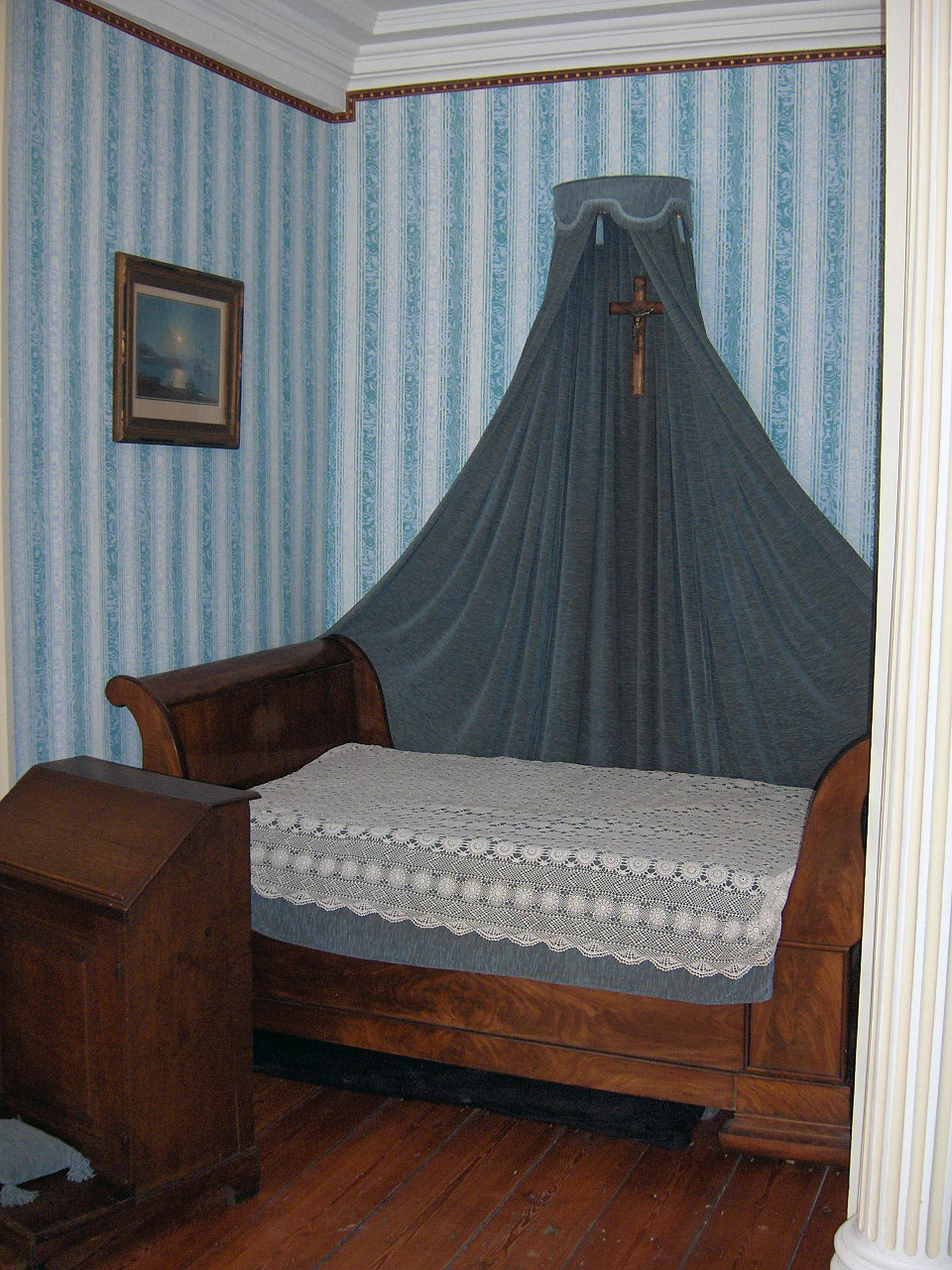
Leito de morte da rainha Luísa em Ostende.

Em 2 de setembro, durante o serviço celebrado na Catedral de São Miguel e Santa Gudula em memória do rei Luís Filipe, Luísa cambaleia ao contornar o catafalco. O rei teve que segurá-la para que ela não caisse. Preocupado com a gravidade do seu estado de saúde, o rei decidiu levar a rainha para Ostende, alegando que seus médicos aprovaram a mudança de ar como benéfica para doenças pulmonares, o que surpreendeu a rainha Vitória devido ao frio que já prevalecia na costa belga. Cada vez mais fraca, Luísa mudou-se para Ostende em 5 de setembro na residência modesta de verão na rue Longue que o rei alugava desde 1835. O quarto da rainha fica na parte da frente, no segundo andar. Luísa não tinha mais forças para subir a escada em espiral, então uma polia foi presa à cumeeira do telhado. Um tronco de vime foi amarrado ali e usado para içar a rainha até sua alcova. Ela enfraqueceu gradualmente e nenhum tratamento foi capaz de controlar suas doenças. O arsenal terapêutico incluía leite de burra, ruibarbo, xarope de ferro com sanguessugas, cataplasmas, quinino e óleo de fígado de bacalhau. Jules Van Praet, o principal colaborador do rei, deplora a falta de coordenação entre os médicos e castiga sua incompetência: "A febre está aumentando e há uma perda progressiva de força. Sempre repito minha impressão sobre o serviço médico. Essa falta de unidade é uma coisa muito desastrosa". Os médicos não conseguem concordar sobre a natureza das doenças: alguns negam a tuberculose, outros a confirmam, enquanto um clínico geral sugere flebite e tuberculose dos pulmões que podem ter se espalhado para os intestinos.
Van Praet também estava preocupado do ponto de vista político porque teme manifestações em Bruxelas, uma vez que em 2 de outubro de 1850, a imprensa francesa anunciou erroneamente a morte da rainha. A notícia falsa chegou à capital belga, onde está sendo realizado um Conselho de Ministros extraordinário. Durante a sessão, é discutida a vigilância da residência da amante do rei, já alvo de depredações no passado. A polícia permanece em alerta para lidar com quaisquer possíveis incidentes. Contudo, a população de Bruxelas permanece calma e serena e a ordem pública não é perturbada de forma alguma. Em setembro, Luísa ainda consegue às vezes caminhar no paredão com os filhos, mas desde os primeiros dias de outubro, ela é obrigada a permanecer na cama permanentemente, enquanto novenas são recitadas por todo o país alarmadas pelo conteúdo dos boletins de saúde publicados na imprensa.

#### Morte e funerais

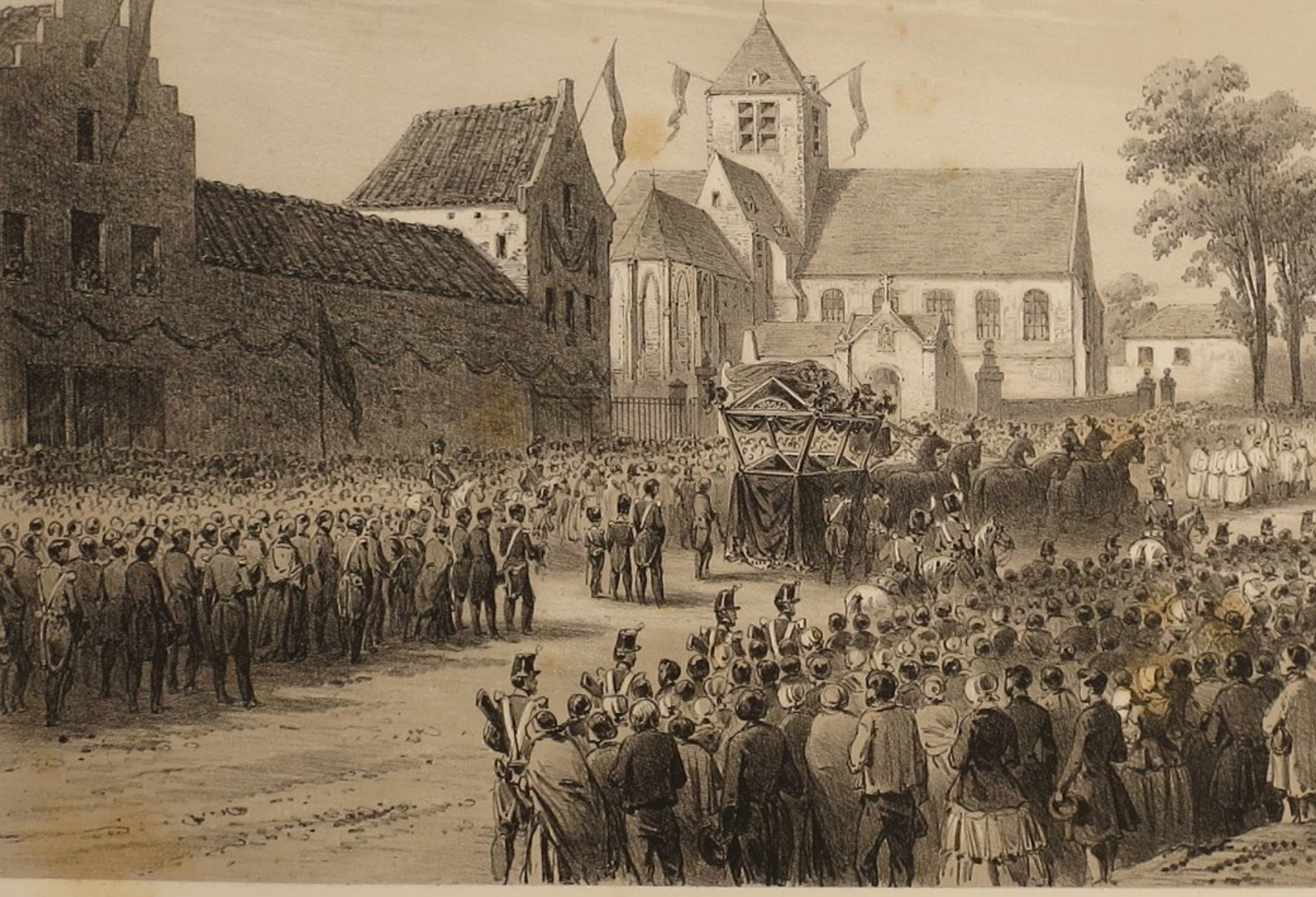
A chegada do cortejo fúnebre com o corpo da rainha à Igreja de Nossa Senhora de Laeken em 14 de outubro de 1850.

Em 9 de outubro de 1850, Maria Amélia, que tinha vindo da Inglaterra com sua filha Clementina dez dias antes, foi acompanhada em Ostende por seu filho, o duque de Némours, e sua nora, a duquesa de Orleães. Maria Amélia e Clementina ocupam um pequeno apartamento ao lado do de Luísa para cuidar dela. Rodeada pela mãe, irmão, marido e filhos, Luísa morreu na sexta-feira de 11 de outubro às 8h10,  após uma noite de intenso sofrimento, aos 38 anos.
Em 14 de outubro, o cortejo fúnebre que trouxe o corpo da rainha de Ostende para Bruxelas foi liderado por Leopoldo, seus dois filhos e três de seus irmãos: Luís, Francisco e Henrique. O cortejo fúnebre, constituído por uma carruagem funerária fechada, coberta com um pano preto decorado com franjas prateadas, colocada entre dois vagões, foiconduzido por uma locomotiva que transporta os restos mortais do falecido até à estação Bruxelas-Allée-Verte. Ali, o clero, os destacamentos militares, o corpo diplomático, os ministros, um grande número de membros do Senado e da Câmara dos Representantes, todos de luto, acolheram o rei, seus filhos e seu sobrinho, o príncipe consorte Alberto, para partilhar sua dor. Durante dois dias, as homenagens se sucederam antes do funeral em 17 de outubro, que, de acordo com os desejos do falecido, se realiza, com certa simplicidade, na antiga igreja de Notre-Dame, na aldeia de Laeken. Leopoldo  I, julgando esta igreja indigna da família real, mandou construir uma nova, cuja construção foi validada em 14 de outubro de 1850, apenas três dias após a morte da rainha. Os restos mortais de Luísa e Leopoldo, que morreram em 1865, foram transferidos em 20 de abril de 1876 na cripta da nova igreja. A cripta tornou-se então o local de sepultamento dos membros da família real belga.

#### Após a morte da rainha
Assim que pôde, o rei Leopoldo mudou-se de Laeken, uma residência que lhe lembrava muito a memória da falecida rainha, e foi isolar-se em sua propriedade nas Ardenas. Ele descreve seu estado de espírito: "Nossa casa era pacífica e o anjo de bondade e ternura que a governava e que vivia somente para mim […] porque até as crianças ficavam muito atrás no afeto que ela tinha por nós. Em dezoito anos, nunca houve uma palavra áspera entre nós […]. Tudo isso agora está destruído". O rei, profundamente afetado pela morte da rainha, chegou a cogitar em se retirar da vida política, para viver em um lugar livre de preocupações, mas a tenra idade de seu herdeiro "especialmente em caso de guerra, incapaz de segurar as rédeas de um governo" e sua natureza de mulherengo o dissuadiram a fazê-lo.
Ao seu testamento, escrito quando tinha apenas vinte anos, a rainha anexou uma carta sem data, endereçada ao rei, cujo conteúdo o perturba profundamente: "Que você encontre na expressão dos meus últimos desejos e além das palavras, uma pequena parte do afeto e da gratidão que expresso por você, que nenhuma linguagem humana jamais será capaz de traduzir. [...] Que você seja tão feliz quanto eu fui através de você e perto de você. Que você seja amado, querido, admirado, eu quase disse adorado por muitos, apreciado como você tem sido por mim! [...] Além disso, seja minha vida longa ou curta, sempre terei vivido o suficiente se tiver sido bom em alguma coisa, mesmo que apenas por um momento".
Quanto aos filhos reais, Leopoldo (15 anos), Filipe (13 anos) e Carlota (10 anos), eles não foram apenas privados da mãe, mas também da sua principal educadora. Eles se encontram frequentemente solitários em Laeken, abandonados à sua própria sorte e a tutores que não os disciplinam.

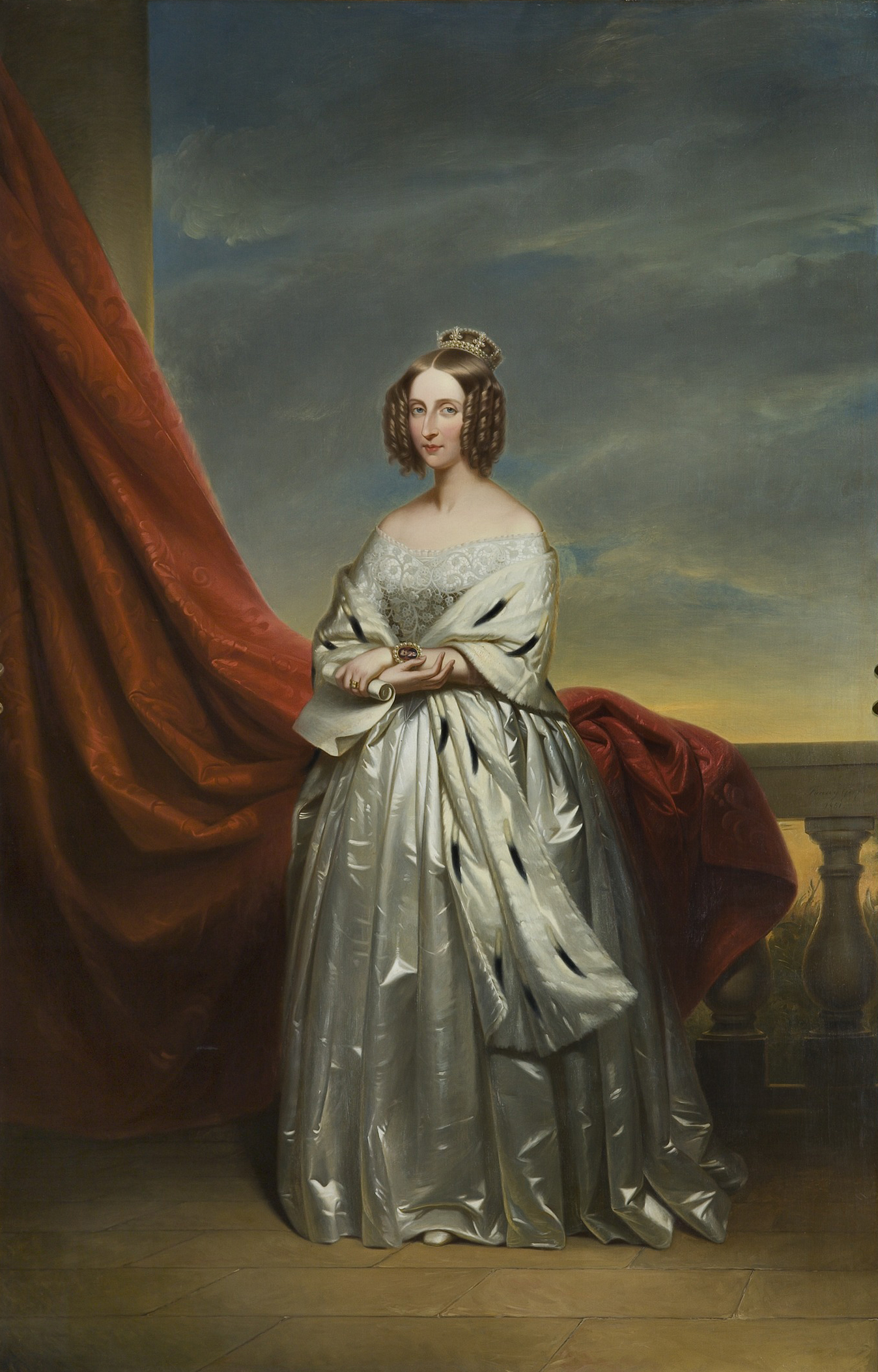
Retrato póstumo de Luísa em 1861, por Fanny Geefs.

## Historiografia
A historiografia cunhou lhe o apelido de "a rainha amada", mas segundo Mia Kerckvoorde, Luísa, vítima de sua incrível timidez, nunca se aproximou dos seus súditos mesmo que "vivia intensamente com seu povo, com os pobres e [se mostrava] sensível às aclamações dos humildes e preocupada com eles durante epidemias e invernos rigorosos". Paul Roger, o primeiro biógrafo da rainha, fornece inúmeras anedotas relacionadas à sua "inesgotável caridade" exercida em benefício de famílias modestas cujo aluguel ela pagava, milicianos a quem ela concedia licença, filhas a quem dava dotes e camponeses a serem ajudados. Ela também patrocinou instituições públicas, como lares para surdos e mudos, cegos ou associações maternas. Ela apoiou a profissão de rendadeira, que praticamente havia desaparecido antes da independência belga e agora era praticada apenas por algumas artesãs idosas. Estas últimas são chamadas a ensinar seus conhecimentos de forma escola criada pela rainha em Bruxelas.
Além disso, todas as manhãs, a Condessa de Mérode relatava à rainha a angústia de algumas famílias necessitadas. Esta última então vai pessoalmente até as casas dessas pessoas infelizes para levar-lhes o conforto de sua ajuda financeira. Os seus cofres privados não eram suficientes para a caridade e ela frequentemente pedia dinheiro emprestado às suas damas de companhia, sem ousar admiti-lo ao marido. Inúmeras pessoas necessitadas apelam diretamente à rainha; pedidos que chegam até da França. Quando o secretário do tesouro sugeriu uma verificação da real situação financeira dos requerentes, a rainha pede-lhe que não se debruce muito sobre o assunto.
No entanto, a popularidade da rainha chegou tarde, em sintonia com as provações pelas quais ela passou e, especialmente, com a deterioração de sua saúde no auge. Mia Kerckvoorde escreve que "o país soube com tristeza da morte da rainha. [...] Ela nunca soube o quanto era amada. A diversidade e o número de lembranças funerárias que foram impressas e distribuídas dão a medida do imenso pesar popular".

## Legado

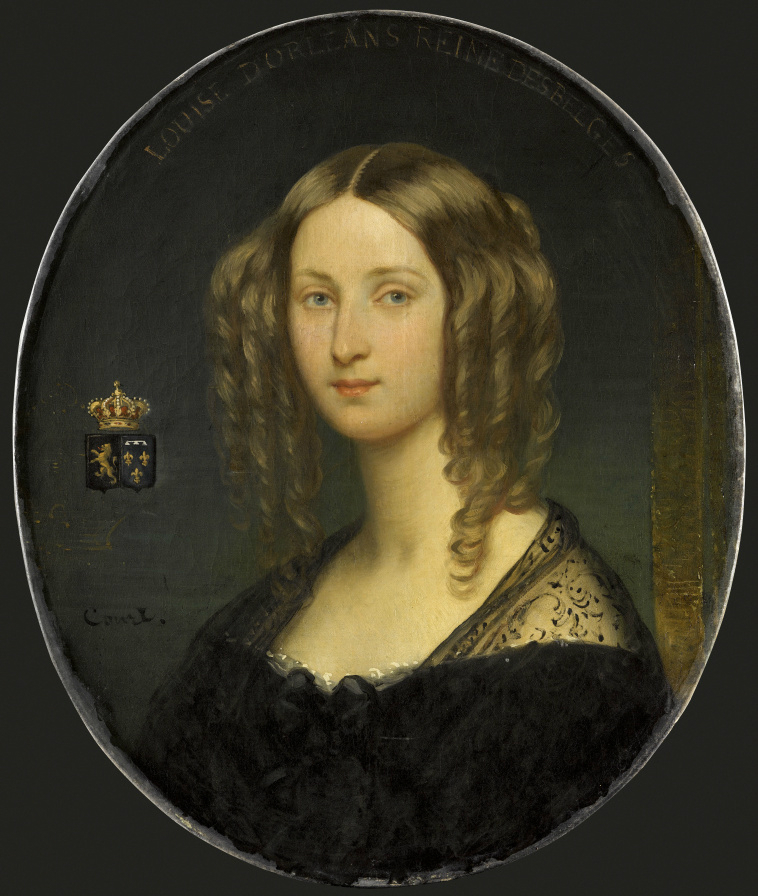
Retrato de Luísa por volta de 1835, por Joseph-Désiré Court.

A rainha Luísa foi retratada por vários artistas britânicos, belgas, franceses e alemães, incluindo: Ary Scheffer, Gustave Wappers, Claude-Marie Dubufe, George Hayter, Maria Magdalena Dalton, Franz Xaver Winterhalter, William Charles Ross, Joseph Anne Le Roy, Alexandre Robert, Romain Eugène Van Maldeghem, Edouard De Latour e Joseph-Désiré Court.

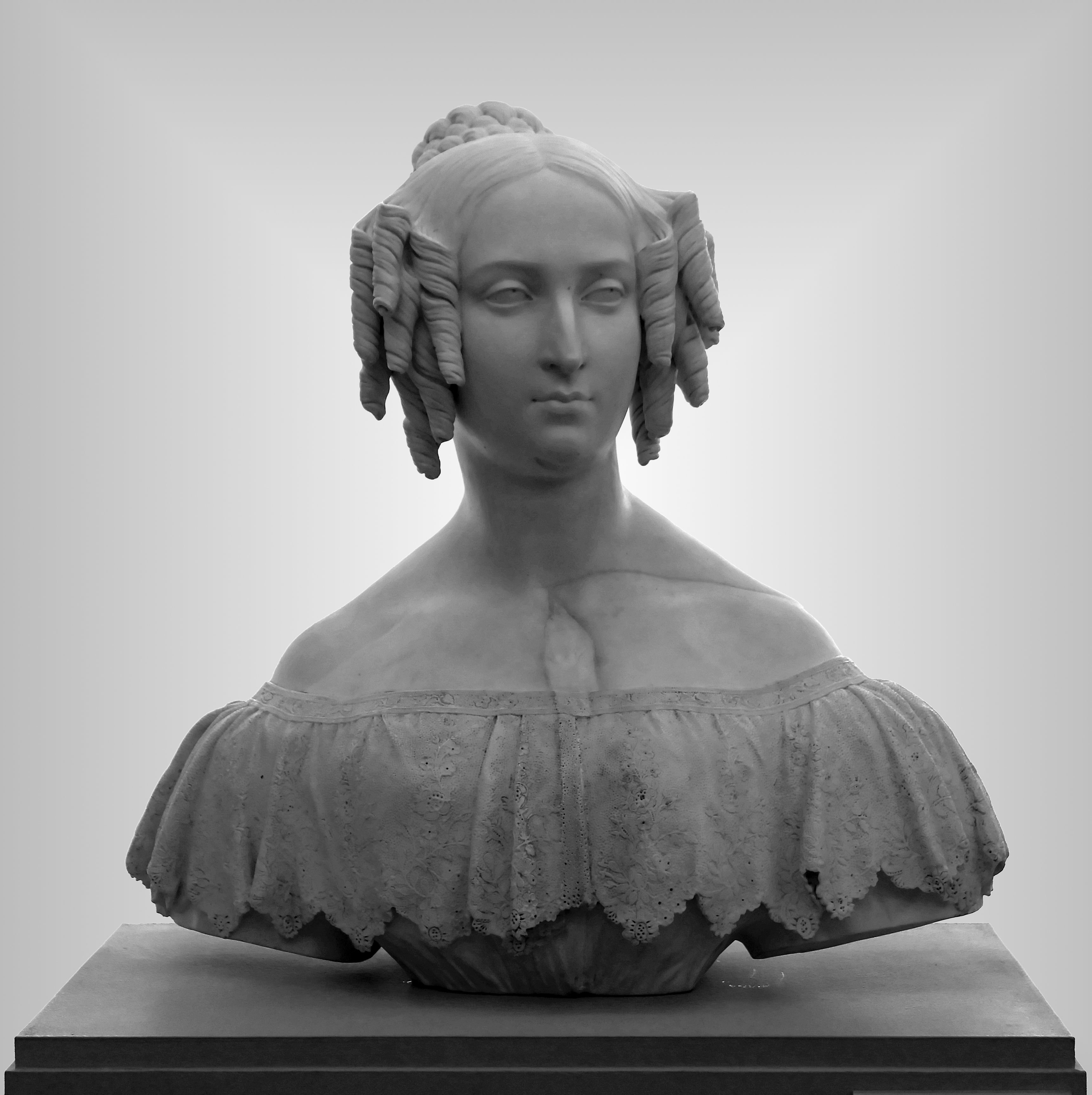
Busto de Luísa, execultado por Guillaume Geefs em 1836.

Uma capela-mausoléu dedicada à rainha Luísa, construída em 1855 pelo escultor estatuário neoclássico Charles-Auguste Fraikin, está localizada no complexo arquitetônico da Igreja de São Pedro e São Paulo em Ostende. O monumento à Luísa Maria em Philippeville, na forma de uma  estátua de bronze de 3m de altura feita por Joseph Jaquet em 1878 usando a técnica de galvanoplastia, foi inicialmente erguido na Place d'Armes. Demasiado degradado, o monumento foi completamente restaurado em 1999 e transferido para o cruzamento da rue de Namur com o boulevard de l'Enseignement. Um busto de gesso de Luísa, executado em 1836 por Guillaume Geefs, está conservado no inventário n.º 3082 do Museus Reais de Belas-Artes da Bélgica.
O escritor belga Adolphe Mathieu publicou em Mons, poucos dias após a morte de Luísa, um poema em homenagem à falecida rainha.
O parque Louise-Marie, construído em 1879-1880 pela cidade de Namur, celebra a primeira rainha dos belgas.

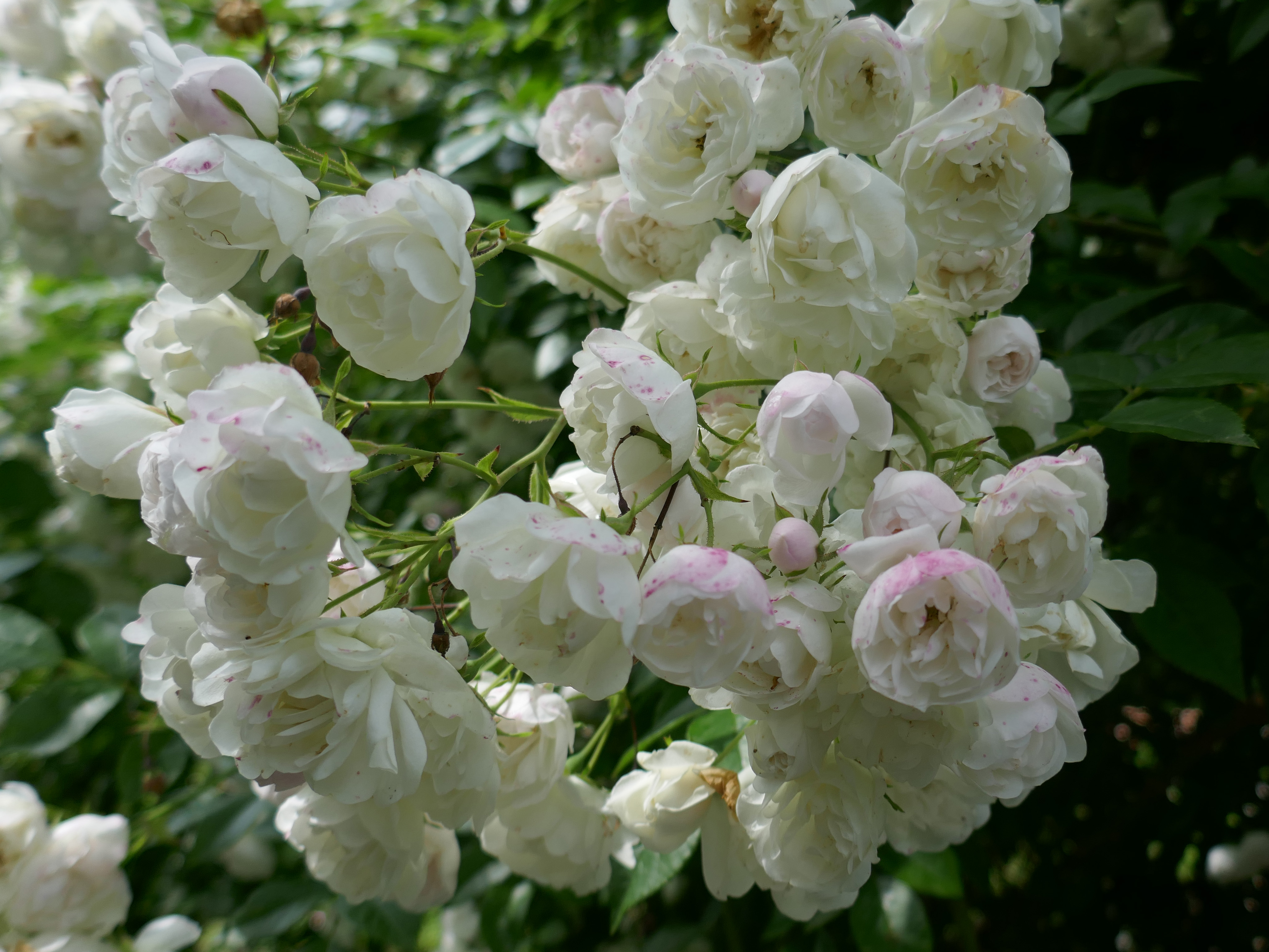
Princesse Louise, rosa trepadeira nomeada a partir de Luísa.

A rosa trepadeira Princesse Louise obtida em 1829 pelo botânico francês Antoine Jacques, jardineiro da família Orleães em Neuilly, foi nomeada a partir de Luísa.
Durante seu reinado, a efígie de Luísa não apareceu em selos postais. No entanto, a rainha foi representada postumamente várias vezes a partir de 1962.
Em 1858, oito anos após a morte da rainha Luísa, quando o duque e a duquesa de Brabante, herdeiros do trono, se tornaram pais da sua primeira filha, a rainha Maria Amélia convenceu os netos que a criança fosse chamada Luísa Maria, como a sua falecida avó.
Em 1840, a Marinha Belga comprou uma escuna mercante, chamada a partir de Luísa Maria, que equipou com 12 canhões para proteger a pesca no Mar do Norte. A escuna levou então a missão belga para a sua concessão de terras no distrito de Santo Tomás de Castilla (departamento de Vera-Paz, atual Guatemala) para um projeto de colonização abortado. A Louise-Marie (F931) é uma fragata da classe Karel Doorman da Marinha Belga construída na Holanda em 1989 e comprada pela Bélgica em 2008, ano seguinte à aquisição da fragata Leopold I ( F930). A fragata participa em numerosas operações humanitárias e estratégicas no Mar Mediterrâneo, nomeadamente na luta contra os traficantes de migrantes e na manutenção da segurança marítima.

## Títulos, estilos e honras

Monograma real de Luísa Maria

### Títulos e estilos
- 3 de abril de 1812 - 9 de agosto de 1830: "Sua Alteza Sereníssima Mademoiselle de Orleães"[7]
- 9 de agosto de 1830 - 9 de agosto de 1832: "Sua Alteza Real, a Princesa Luísa Maria de Orleães"
- 9 de agosto de 1832 - 11 de outubro de 1850: "Sua Majestade a Rainha dos Belgas"

### Honras
- Bélgica: Grande Cordão da Ordem de Leopoldo[1]
- Espanha: 298.° Dama da Ordem da Rainha Maria Luísa - .[1]
- Dama da Ordem da Cruz Estrelada[1]
- Dama da Ordem Real de Santa Isabel[1]

## Descendência

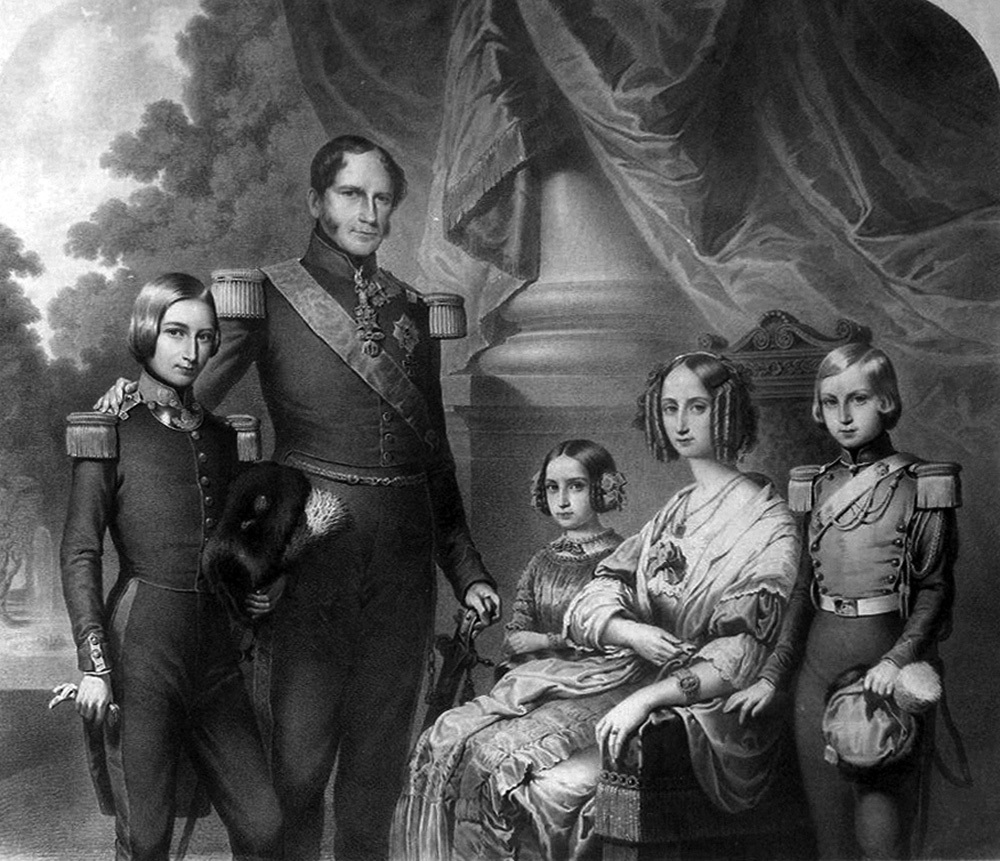
Desenho da família do rei Leopoldo I da Bélgica, por volta de 1835, de Charles Baugniet. Em sentido horário: o duque de Brabante, o rei Leopoldo I, a princesa Carlota com a rainha Luísa e o conde de Flandres.

| Nome        | Foto | Nasci- mento | Morte | Notas                                                                                             |
| ----------- | ---- | ------------ | ----- | ------------------------------------------------------------------------------------------------- |
| Luís Filipe |      | 1833         | 1834  | Príncipe Herdeiro da Bélgica. Morto na infância.                                                  |
| Leopoldo II |      | 1835         | 1909  | Rei dos Belgas de 1865 até sua morte. Casou-se com Maria Henriqueta da Áustria, com descendência. |
| Filipe      |      | 1837         | 1905  | Conde de Flandres. Casou-se com Maria Luísa de Hohenzollern, com descendência.                    |
| Carlota     |      | 1840         | 1927  | Imperatriz Consorte do México. Casou-se com Maximiliano I do México, sem descendência legítima.   |